# Universidade Federal de Santa Catarina
A Universidade Federal de Santa Catarina (UFSC) é uma instituição de ensino superior pública federal brasileira, sendo a maior universidade do estado de Santa Catarina e uma das principais da Região Sul do Brasil.
A sede e a cidade universitária ficam em Florianópolis, no Campus Trindade, que também concentra a grande maioria dos cursos - na cidade também fica um segundo campus, no Itacorubi, onde ficam os cursos agrários. Na segunda metade da década de 2000, como parte do plano de expansão das vagas no ensino superior do governo federal, a UFSC inicia um processo de interiorização, abrindo novos campi em Araranguá, Curitibanos, Joinville e Blumenau. Além dos campi, a UFSC mantém outras unidades menores, laboratórios e outras estruturas em outros lugares.
É considerada uma das principais instituições de ensino superior do Brasil - é a 4ª melhor universidade pública do país segundo o Índice Geral de Cursos do INEP e a única catarinense a ter nota 5. No ranking mundial da Times Higher Education, a UFSC é uma das doze brasileiras entre as 1200 melhores universidades do mundo. No mesmo ranking, ela também é a 10ª melhor universidade da América Latina; ainda é a 21ª melhor latino-americana pelo QS World University Rankings, sendo a oitava entre as brasileiras e a quarta entre as federais; e foi cotada como a décima melhor instituição de ensino superior da América Latina pelo Webometrics Ranking of World Universities, sendo a sétima entre as brasileiras e a quarta entre as federais, mesma posição do Ranking Acadêmico das Universidades Mundiais (ARWU), onde também aparece entre as dez melhores do Brasil. No ranking mais recente do jornal Folha de S.Paulo, ela foi a 7ª melhor universidade brasileira, com boa parte dos cursos avaliados estando entre os dez melhores do país.
A UFSC oferece 121 cursos de graduação e 157 programas de pós-graduação, além de atuar também no ensino básico. Além do ensino, a universidade conta com laboratórios, equipamentos culturais e sociais e diversos projetos de extensão, que incluem, por exemplo, o Hospital Universitário. Sua instalação e consolidação foi importante para o crescimento de Florianópolis e para o fortalecimento de diversas áreas em Santa Catarina, em especial a indústria.

## História

### Origens e fundação
A Universidade Federal de Santa Catarina surge em 1960 unindo as faculdades existentes em Florianópolis: de Direito, de Ciências Econômicas, de Odontologia, de Farmácia e Bioquímica, de Medicina, de Filosofia e a de Serviço Social. Porém, estas faculdades vem de décadas antes disso.
As faculdades de Direito, Farmácia, Odontologia e Ciências Econômicas surgiram do Instituto Politécnico, fundado em 1917, e de seu sucessor, a Academia de Comércio. Essas instituições foram as primeiras do estado a oferecer cursos de ensino superior. A Faculdade de Direito, surgida em 1932, foi a primeira faculdade de Santa Catarina, fundada por José Arthur Boiteux, que também liderava o Instituto Politécnico.
A UFSC incorporou essas faculdades e as outras surgidas até então, que foram, dessa forma, federalizadas. Uma nova faculdade surge na fundação: a Escola de Engenharia, que viria a ser o Centro Tecnológico. Em 1961 é fundado o Colégio de Aplicação com o nome de Ginásio de Aplicação.
Foi chamada de Universidade de Santa Catarina até 1965. Esse nome surgiu ainda no planejamento, quando a ideia era uma universidade estadual a exemplo da Universidade de São Paulo. A ideia não morreu: foi a origem da Universidade do Estado de Santa Catarina (UDESC), fundada no mesmo ano de 1965.
A primeira reitoria foi instalada na Rua Bocaiúva, no Centro de Florianópolis. O 1º reitor foi João David Ferreira Lima, que permaneceu por doze anos no cargo.

### Surge a Cidade Universitária

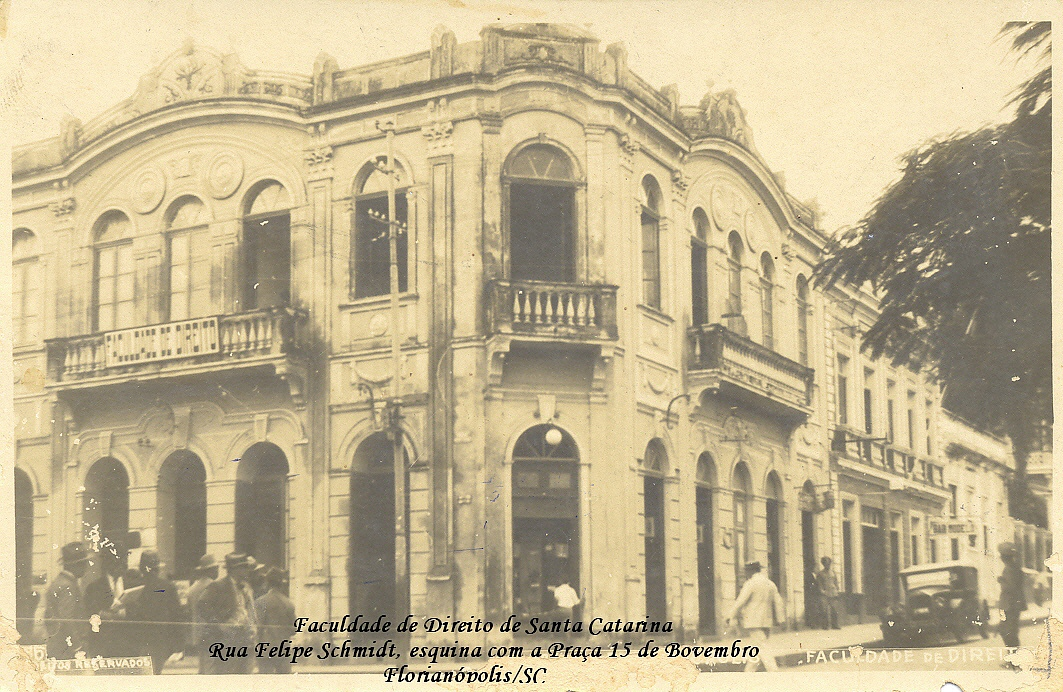
Faculdade de Direito de Santa Catarina, a mais antiga das faculdades que deram origem à UFSC

A instalação do Campus gerou polêmica e opôs dois grandes nomes desta primeira fase da UFSC - João David Ferreira Lima e Henrique da Silva Fontes. O primeiro defendia um campus na região do Centro, enquanto o outro defendia a instalação na Fazenda Assis Brasil, no bairro Trindade.
O Conselho Universitário acabou decidindo pela Trindade. Mesmo com muita oposição pela distância em relação a área urbana de Florianópolis na época, a fazenda tinha sido reservada pelo governo catarinense para a construção do campus. O primeiro grande movimento estudantil da UFSC surge com protestos contra as ações do então reitor Ferreira Lima, visto que o mesmo seguia defendendo a manutenção da UFSC no Centro, mesmo com os primeiros prédios - com destaque para o prédio de Filosofia, Ciências e Letras, que hoje é um dos prédios do Centro de Comunicação e Expressão - já construídos na Trindade. Apesar disso, o nome de Ferreira Lima foi dado ao campus mais tarde, permanecendo como homenagem por muitos anos - em 2025, o Conselho Universitário decidiu pela retirada do nome devido a relação do reitor com a repressão durante a ditadura.
A instalação e crescimento da UFSC na Trindade também contribuiu para a expansão da malha urbana em direção a Trindade e ao norte da ilha, e a disputa pela localização do campus foi, em parte, um conflito de interesses econômicos.

### Durante o Governo Militar
Enquanto o campus se expandia com a construção de prédios como a Reitoria e a Escola de Engenharia, a política no país trazia mudanças. Em 1964, o Golpe Militar inicia a Ditadura no Brasil, e já acontecem prisões de estudantes no mesmo ano após uma varredura feita pela própria universidade que coleta informações sobre pessoas consideradas subversivas e possíveis mobilizações de estudantes e professores. O reitor João David Ferreira Lima apoiava o regime, e a UFSC passou a ter uma filial do Serviço Nacional de Informações (SNI) na Reitoria. Após episódios como uma intervenção do Departamento de Ordem Política e Social (DOPS) na eleição do Centro Acadêmico XI de Fevereiro (CAXIF), os Centros Acadêmicos existentes até então desaparecem e novas representações, chamadas Diretórios Acadêmicos, passam a existir, subordinados as autoridades universitárias.
Paralelamente, a UFSC se reestrutura: a ditadura também implementou a Reforma Universitária, facilitada pelo alinhamento da Reitoria com o Governo Militar. Essa reforma cria os Centros de Ensino entre 1967 e 1969: os atuais Centros de Ciências Biológicas, de Comunicação e Expressão, de Física e Matemática e e o de Filosofia e Ciências Humanas formavam um único centro, o Centro de Estudos Básicos (CEB). Todos os alunos de todos os centros precisavam fazer disciplinas no CEB no início da graduação, gerando o apelido Básico que permanece até hoje no bloco A do CCE. Durante a década seguinte, o CEB começa a se desmembrar, começando pelo Centro de Comunicação e Expressão já em 1969. Além do CEB, surgem o Centro Biomédico - que seria o futuro Centro de Ciências da Saúde - o Centro Tecnológico, o Centro Socioeconômico, o Centro de Educação, o Centro Agropecuário - o futuro Centro de Ciências Agrárias - e o Centro de Desportos. Esses dois últimos, porém, só surgem efetivamente em 1975 e 1976, ano em que a reforma é encerrada e os centros passam praticamente a mesma configuração atual.
Também surge o vestibular unificado, sendo a UFSC foi a primeira do país a realizar o novo exame, em 1970. As obras do Hospital Universitário (HU), inicialmente chamado Hospital das Clínicas, começam em 1966, mas são paralisadas três anos depois por falta de recursos.
Em 1972, Roberto Mündell de Lacerda assume a reitoria no lugar de João David Ferreira Lima, e a partir dali os reitores passam a ter mandatos de quatro anos. O reitor seguinte, Caspar Eric Stemmer, consolida a UFSC no Campus da Trindade, com um grande número de obras realizadas, incluindo a conclusão do HU e o surgimento do atual Centro de Ciências Agrárias no Itacorubi. Na sua gestão a maior parte das propriedades da UFSC no Centro, que vinham de antes do surgimento da universidade, é alienada. Em 1978 o prédio da antiga Igreja da Trindade e da Casa do Divino, e algum tempo depois, o salão paroquial, são incorporados a UFSC, se tornando o atual Teatro da UFSC.

Em 1979, a repressão diminui e voltam as eleições diretas para o Diretório Central dos Estudantes. Mas o grande momento do movimento estudantil catarinense ainda viria: a Novembrada, no fim do mesmo ano, com uma notória participação de estudantes da UFSC. Um protesto foi organizado pelo DCE na vinda do general João Figueiredo exibindo faixas, cartazes e gritos de protesto, e o descontentamento acaba gerando um princípio de confronto, chamando a atenção de todo o país. Sete estudantes foram presos e processados.

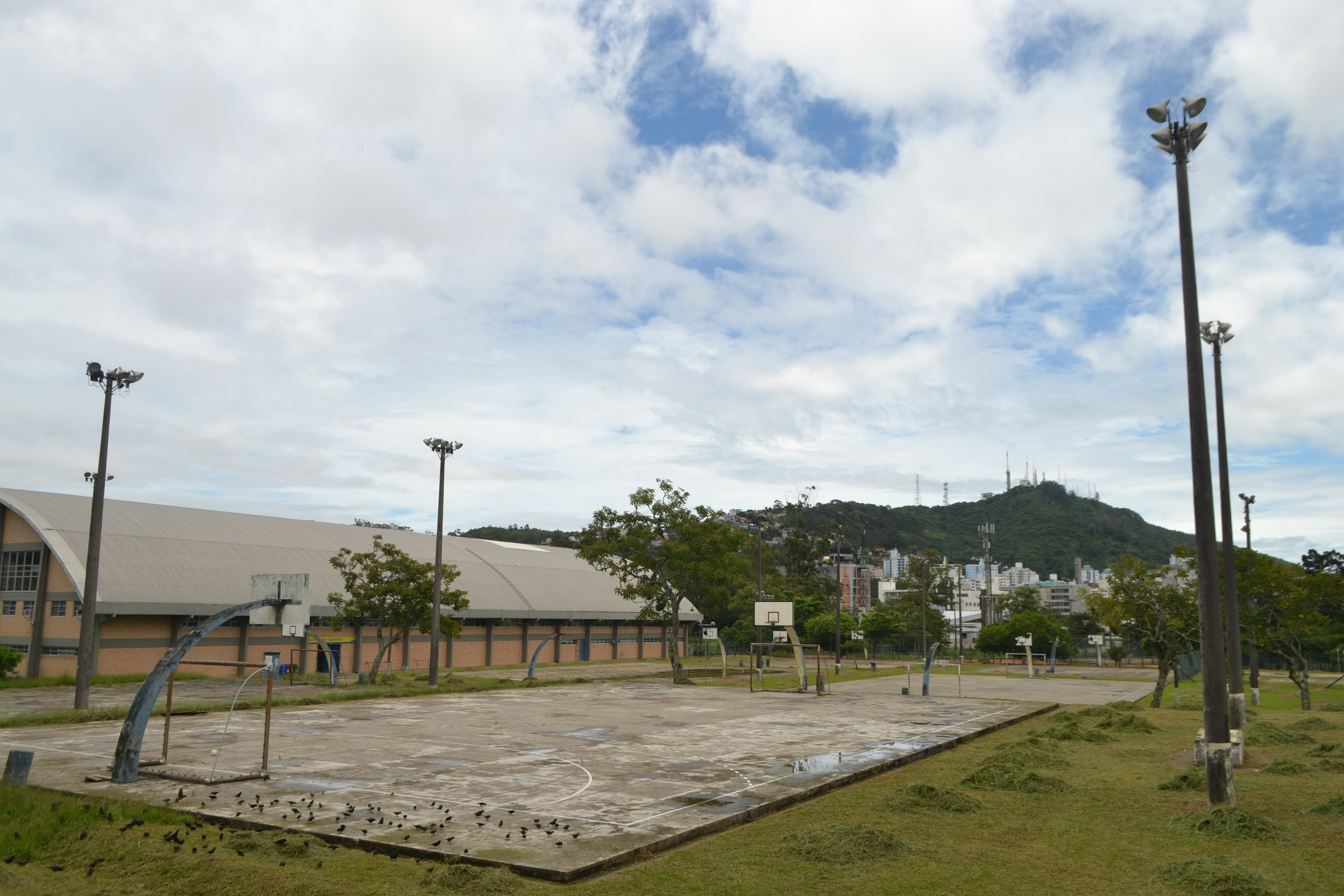
O Centro de Desportos (CDS) da UFSC antes da revitalização de 2018.

### Final do século XX
O 4º reitor da UFSC foi Ernani Bayer. Durante sua gestão, a UFSC recebeu do governo catarinense uma fazenda na Tapera para pesquisa e extensão: a Fazenda Experimental da Ressacada. Em 1984, a UFSC realiza a primeira eleição direta para reitoria, e Rodolfo Joaquim Pinto da Luz se torna o 5º reitor. Ele também seria eleito o 8º reitor em 1996 e ainda seria reeleito em 2000, sendo o reitor com maior tempo no comando da UFSC, o único a ser reeleito e o único a assumir mais de uma gestão - três no total.

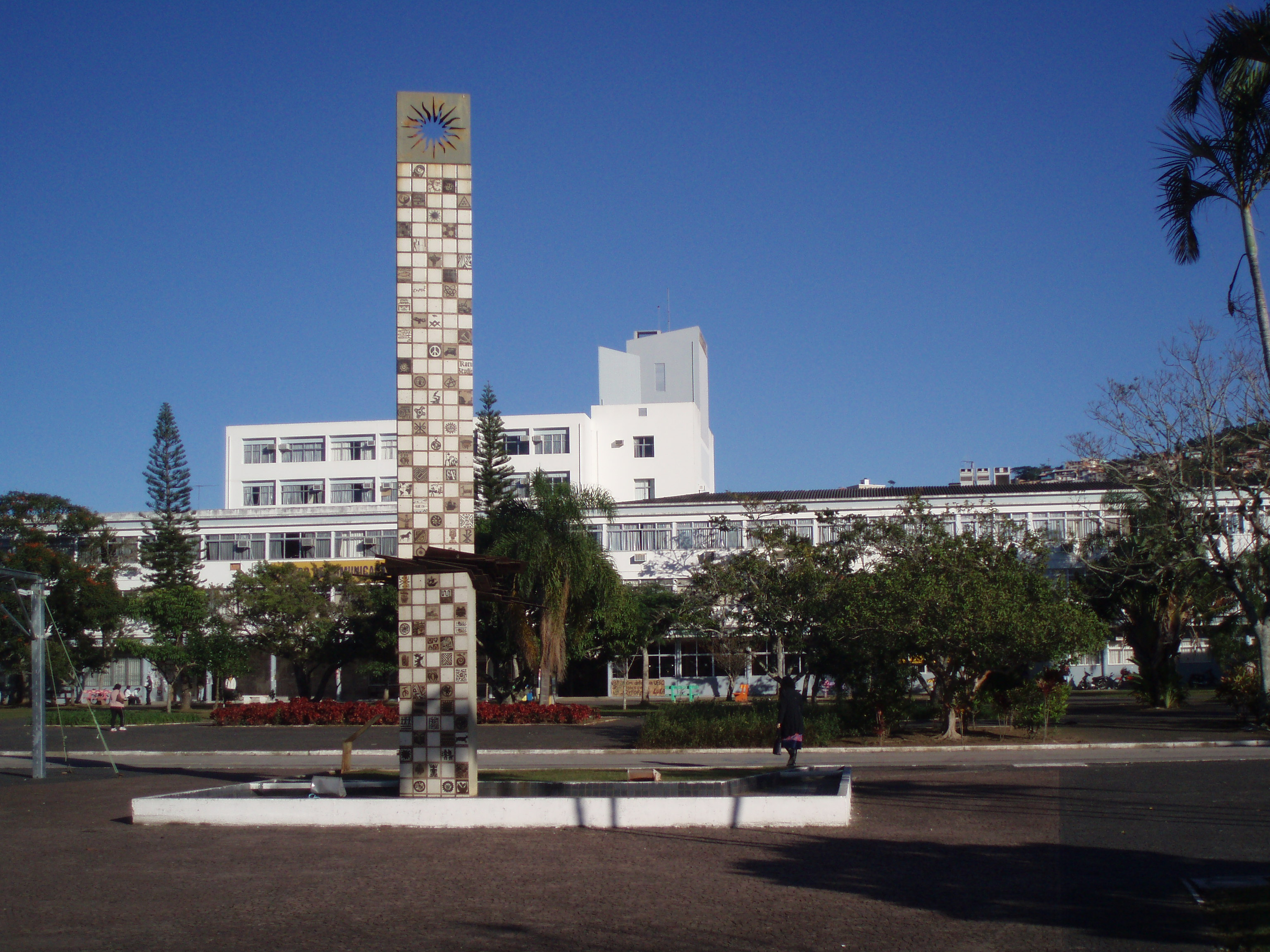
Praça da Cidadania no Campus Trindade, com o Centro de Comunicação e Expressão (CCE) ao fundo.

Em 1992, é inaugurada a Praça da Cidadania, com projeto paisagístico de Burle Marx, feito ainda na década de 1960. Ela é parte de um projeto de humanização da cidade universitária, que também gera uma série de monumentos que existem no campus ainda hoje. Na década de 1990, a universidade já está bem consolidada no campus Trindade, com bairros urbanos no entorno, recebendo estudantes de várias partes do país. O ensino a distância começa em 1995, com o Laboratório de Ensino a Distância.

### Década de 2000
Em 2000, surge a SEPEX, a Semana de Ensino, Pesquisa e Extensão da UFSC. O evento, realizado em praticamente todos os anos no Campus Trindade desde então, tem como função demonstrar ao público - cerca de 50 mil pessoas passaram por ela em 2017, muitos deles estudantes de escolas em visita ao campus  - os estudos, pesquisas e atividades da universidade. Até hoje, é um dos maiores eventos de divulgação científica de Santa Catarina.

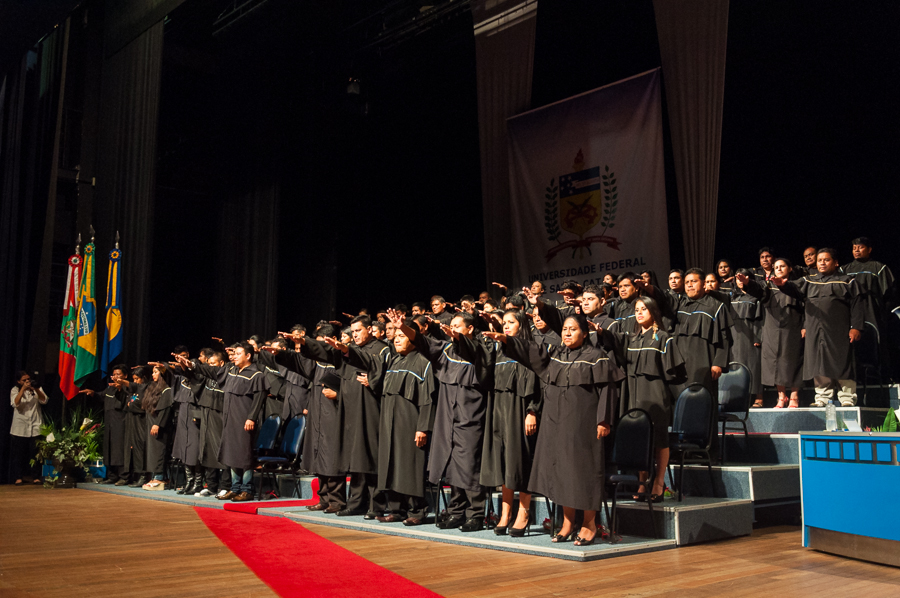
Formatura da primeira turma da Licenciatura Intercultural Indígena do Sul da Mata Atlântica. As cerimônias de formatura da UFSC são feitas no Centro de Cultura e Eventos desde sua inauguração.

Em maio de 2004 é inaugurado o Centro de Cultura e Eventos, que, por ter sido uma obra problemática e demorada, recebeu o apelido de Elefante Branco - apesar de hoje ser bastante usado para eventos, shows e formaturas.
Em 2007, surge o Programa de Apoio a Planos de Reestruturação e Expansão das Universidades Federais, o REUNI, e a UFSC entra no programa. Os cursos se expandem, seja em novos cursos ou instalações físicas para os que já existem, principalmente nas pós-graduações, e a instituição também angaria recursos para iniciar a expansão para fora de Florianópolis. Também nesse ano, surge o primeiro programa de ações afirmativas, com 20% das vagas para estudantes de escolas públicas, 10% a estudantes negros e vagas suplementares para indígenas, sendo usado pela primeira vez no vestibular de 2008. Nos anos seguintes, avaliações positivas da medida e a Lei de Cotas aumentam as porcentagens e incluiem novos grupos.
Em 2009, três unidades da UFSC passam a funcionar em Curitibanos, Joinville e Araranguá. Enquanto o oeste de SC recebe uma universidade própria, a Universidade Federal da Fronteira Sul (UFFS), que recebe o apoio da UFSC para a instalação, surge uma proposta para a federalização da Universidade Regional de Blumenau (FURB), como parte da UFSC ou como uma federal independente dela. Após anos de discussões e entraves burocráticos, a universidade conclui que a federalização seria bastante complicada para se realizar, mas mantém a ideia de ter um campus em Blumenau. As atividades da UFSC na cidade iniciam apenas em 2013.

### Década de 2010
Em 2012, a 11ª reitora da UFSC é empossada: Roselane Neckel é a primeira mulher a dirigir a instituição.

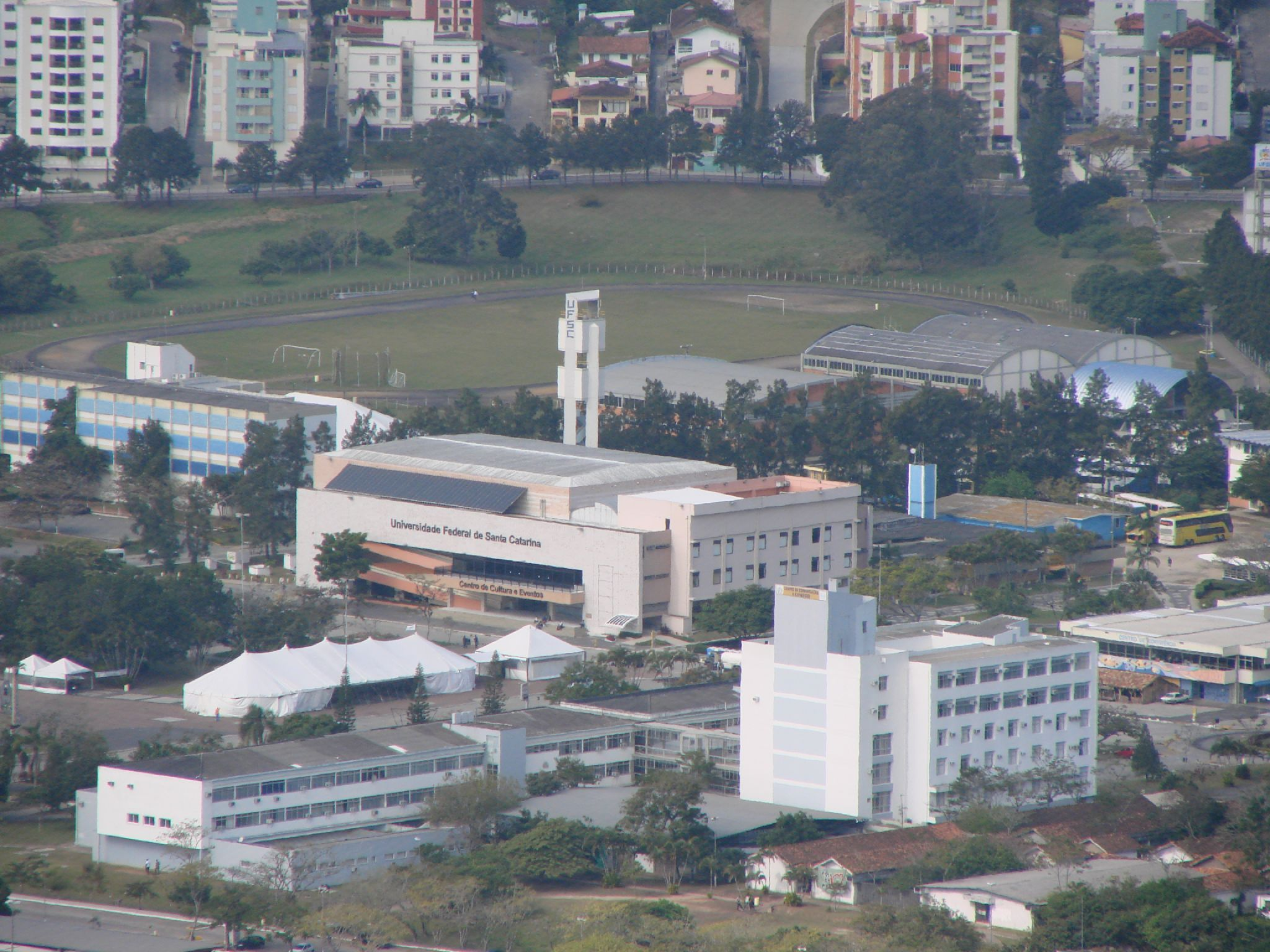
Parte do campus em 2007, com os prédios do Centro de Comunicação e Expressão (CCE), o Centro de Cultura e Eventos ao centro, a Fundação Certi a esquerda e o campo e os ginásios do Centro de Desportos (CDS) ao fundo

Em 2014, acontece o chamado Levante do Bosque, que envolveu policiais federais, militares, estudantes e alguns servidores que, tendo iniciado em um conflito pequeno, escalou resultando em depredações, agressões, excessos e uma ocupação da reitoria por parte dos alunos após os eventos. Em dezembro de 2015, foi autorizada a adesão do Hospital Universitário a Empresa Brasileira de Serviços Hospitalares - após uma consulta pública a comunidade universitária ter a vitória da não-adesão, o Conselho Universitário ignorou e decidiu pela adesão a EBSERH em uma sessão realizada fora do campus, na Academia da Polícia Militar na Trindade, após tumultos e protestos.

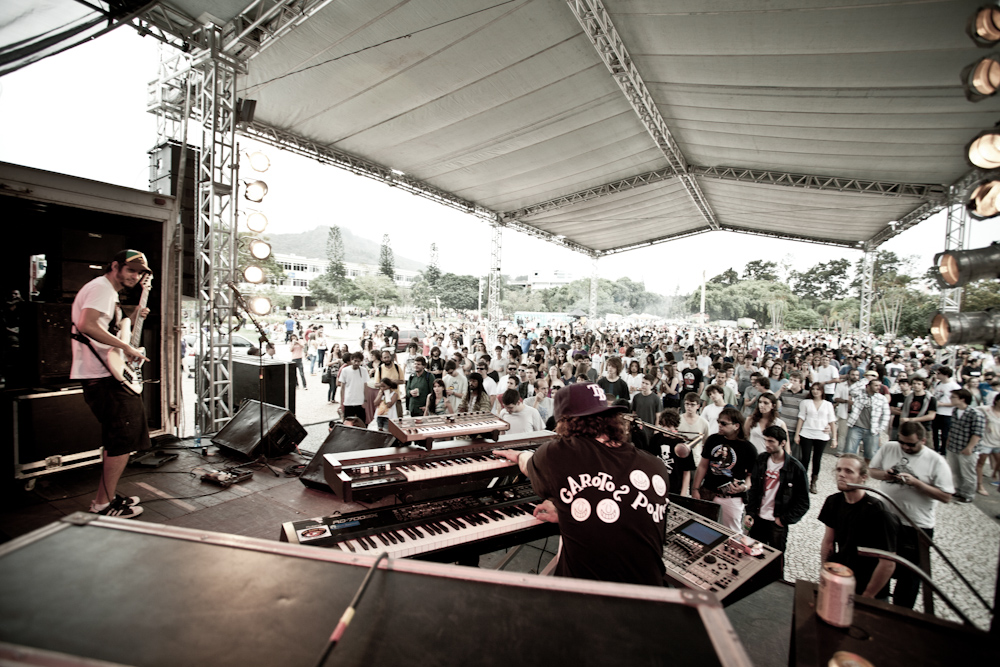
Show na Praça da Cidadania durante o UFSCtock, festival cultural realizado no Campus Trindade entre 2009 e 2014.

Além do episódio do Bosque, Polícia Federal realizou outras duas operações na UFSC. Em 2015, a Operação Onipresença apura a conduta de médicos que, apesar de contratados pelo HU, atendem em outros locais, e 26 médicos foram acusados de estelionato pelo MPF. E em 2017, foi a vez da Operação Ouvidos Moucos, que investigava uma suposta organização criminosa que desviava recursos destinados a cursos da Educação a Distância da UFSC. Nela, o 12º reitor da UFSC, Luiz Carlos Cancellier de Olivo, foi uma das sete pessoas presas preventivamente - o reitor era acusado de tentar obstruir as investigações. Duas semanas após a operação da PF, Cancellier se suicidou em um shopping do Centro de Florianópolis, para o choque da comunidade universitária e da cidade. Amigos e familiares afirmam que ele estava deprimido com a prisão e as consequências - ele foi impedido de entrar na universidade e afastado do cargo - e se dizia injustiçado. Anos depois, o Tribunal de Contas da União inocentou o reitor.

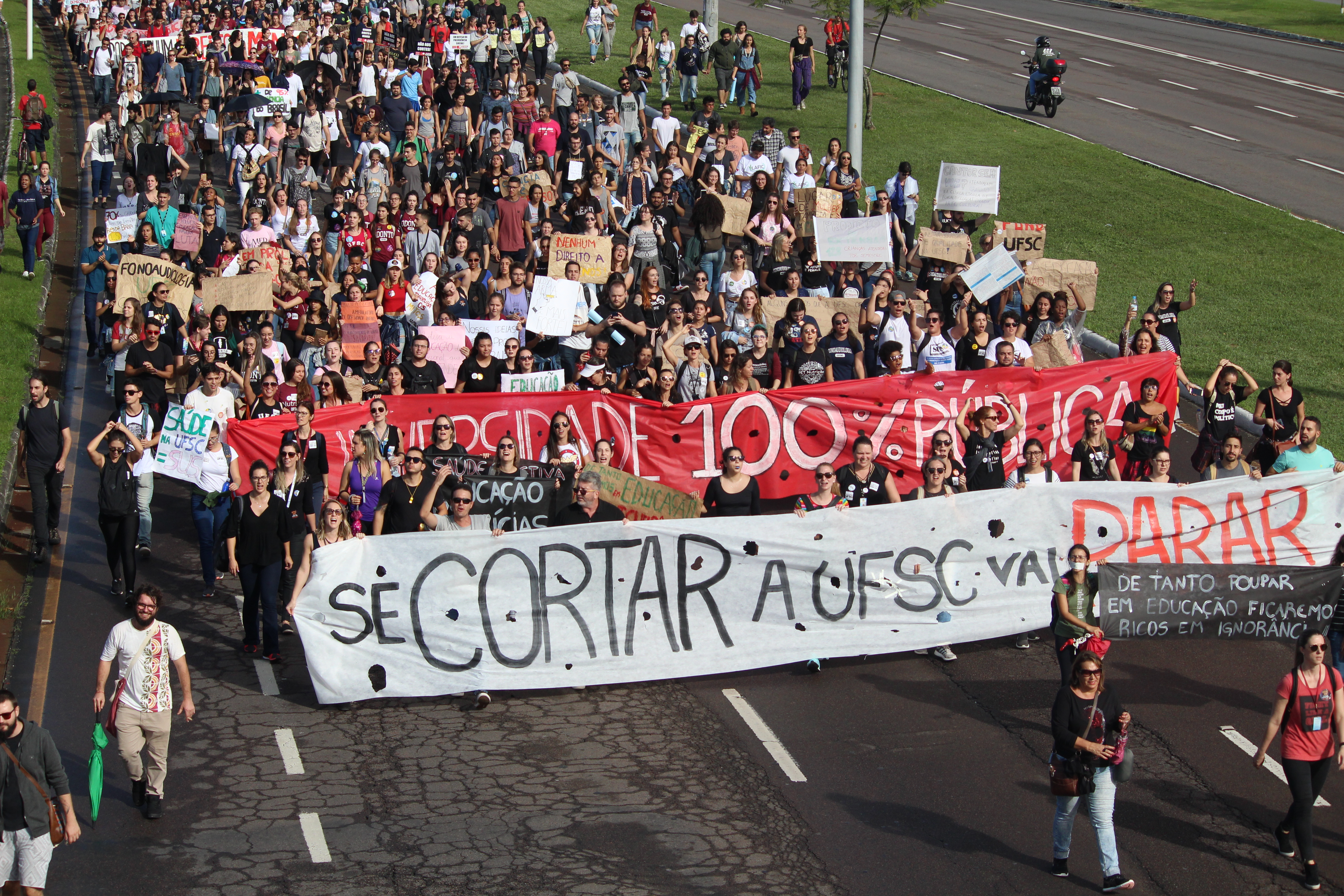
Ato do dia 15 de maio de 2019 contra os cortes na educação e em defesa da universidade.

Após isso, o Conselho Universitário se reuniu e decidiu que a vice-reitora, Alacoque Erdmann, assumiria a reitoria e daria sequência a gestão. Porém, após uma crise onde os pró-reitores se demitiram em protesto a ações da Reitora, Alacoque se afasta em licença médica e uma nova eleição é feita em 2018. O decano do Conselho, Ubaldo César Balthazar, foi nomeado reitor interino até a eleição, vencida pelo próprio.
Mesmo com uma situação financeira que nunca foi de recursos abundantes, a UFSC havia experimentado na década anterior um longo período de expansão de cursos, novos campi e de sua estrutura física. Nesta década, porém, a universidade passou por sucessivos cortes de recursos financeiros, que foram crescendo progressivamente desde as gestões federais de Dilma Rousseff e Michel Temer e levando a precariedade da saúde financeira e da capacidade de investimento. Na gestão de Jair Bolsonaro, novos contingenciamentos no início de 2019 levaram o reitor Ubaldo a afirmar que poderia interromper as atividades no segundo semestre por falta de dinheiro e que iria adotar medidas restritivas como a diminuição de bolsas caso o bloqueio seguisse. Isso levou estudantes, professores e entidades a realizaram ações como grandes protestos de rua em defesa da universidade e outras atividades buscando aproximar a população e fazê-la compreender melhor a importância e a contribuição da UFSC para a sociedade. O governo descontingenciou as verbas no fim de outubro e a UFSC suspendeu as medidas restritivas, mas a universidade não teve condições, por exemplo, de realizar a Semana de Ensino, Pesquisa e Extensão ainda em 2019. A situação financeira precária seguiu pelos anos seguintes e permanece até hoje, mesmo com mudanças nas gestões da universidade e do governo federal.

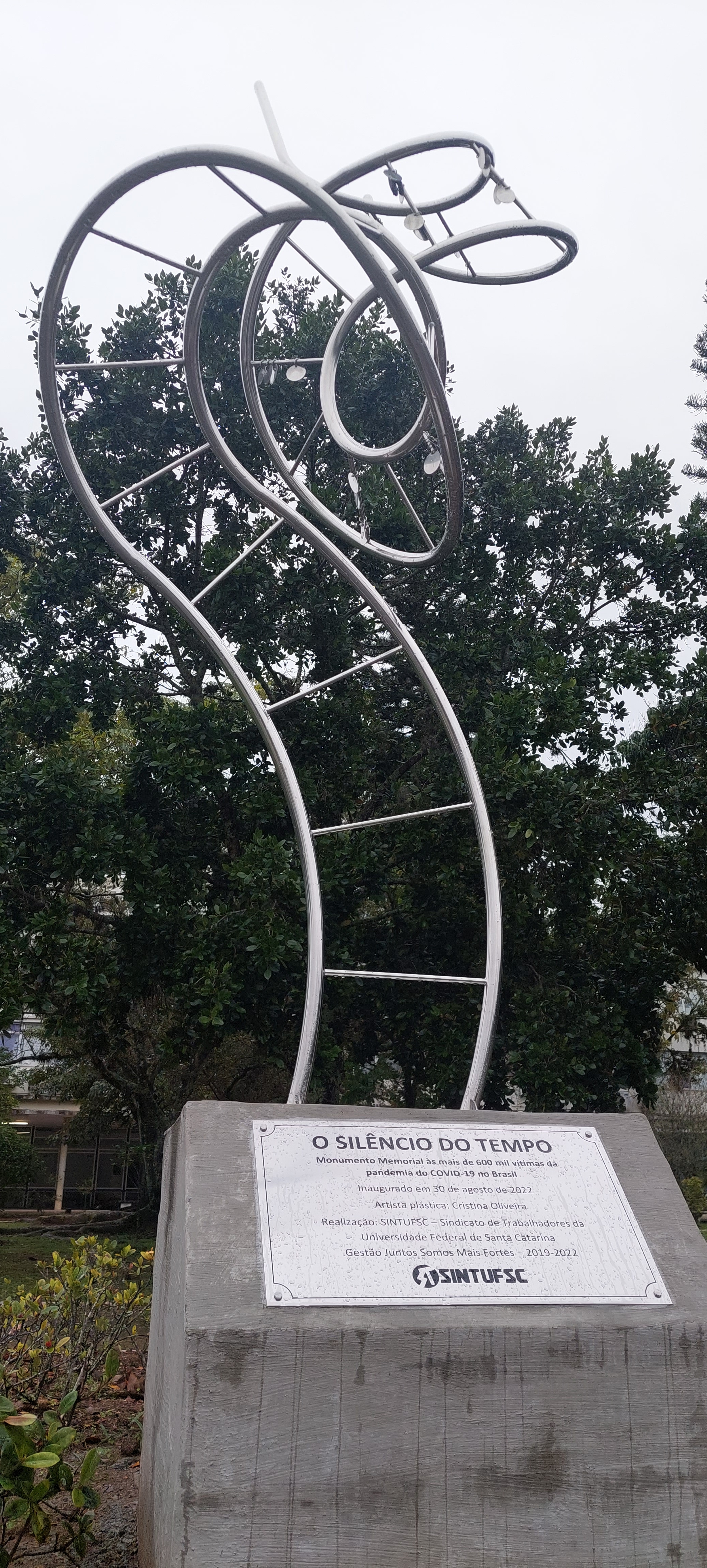
Escultura O Silêncio do Tempo, feita em homenagem as vítimas da pandemia.

No fim de 2019, foi realizado um vestibular unificado com a Universidade Federal da Fronteira Sul. Assim, o vestibular realizado pela Coperve passou a valer também para esta instituição, ofertando também vagas fora de Santa Catarina.

### Década de 2020
Em meio as questões financeiras, um novo obstáculo surgiu: a pandemia de COVID-19. Em março de 2020, a universidade paralisou as aulas presenciais, que foram adaptadas para um formato a distância. Com o agravamento da pandemia e as ondas de contágio, esse regime de aulas excepcional foi sendo prorrogado, permanecendo até abril de 2022, quando as aulas de graduação foram retomadas.
Em 2022 também foi realizada a consulta para a nova gestão da universidade, culminando com a escolha de Irineu Manoel de Souza como o 14º reitor da UFSC. No mesmo ano, novos contingenciamentos ameaçaram a universidade. Ao final, foi realizado um novo vestibular unificado, mas desta vez com outra instituição federal, o Instituto Federal de Santa Catarina (IFSC). No ano seguinte, o Conselho Universitário aprovou cotas e políticas de permanência para pessoas trans para processos seletivos, ampliando as ações afirmativas além das já existentes para pessoas negras, indígenas, oriundos de escolas públicas, pessoas com deficiência e pessoas de baixa renda. Ainda em 2023, o Instituto Federal Catarinense (IFC) se junta a UFSC e IFSC e o vestibular de 2024 foi o primeiro compartilhado entre as três instituições federais catarinenses.

## Organização

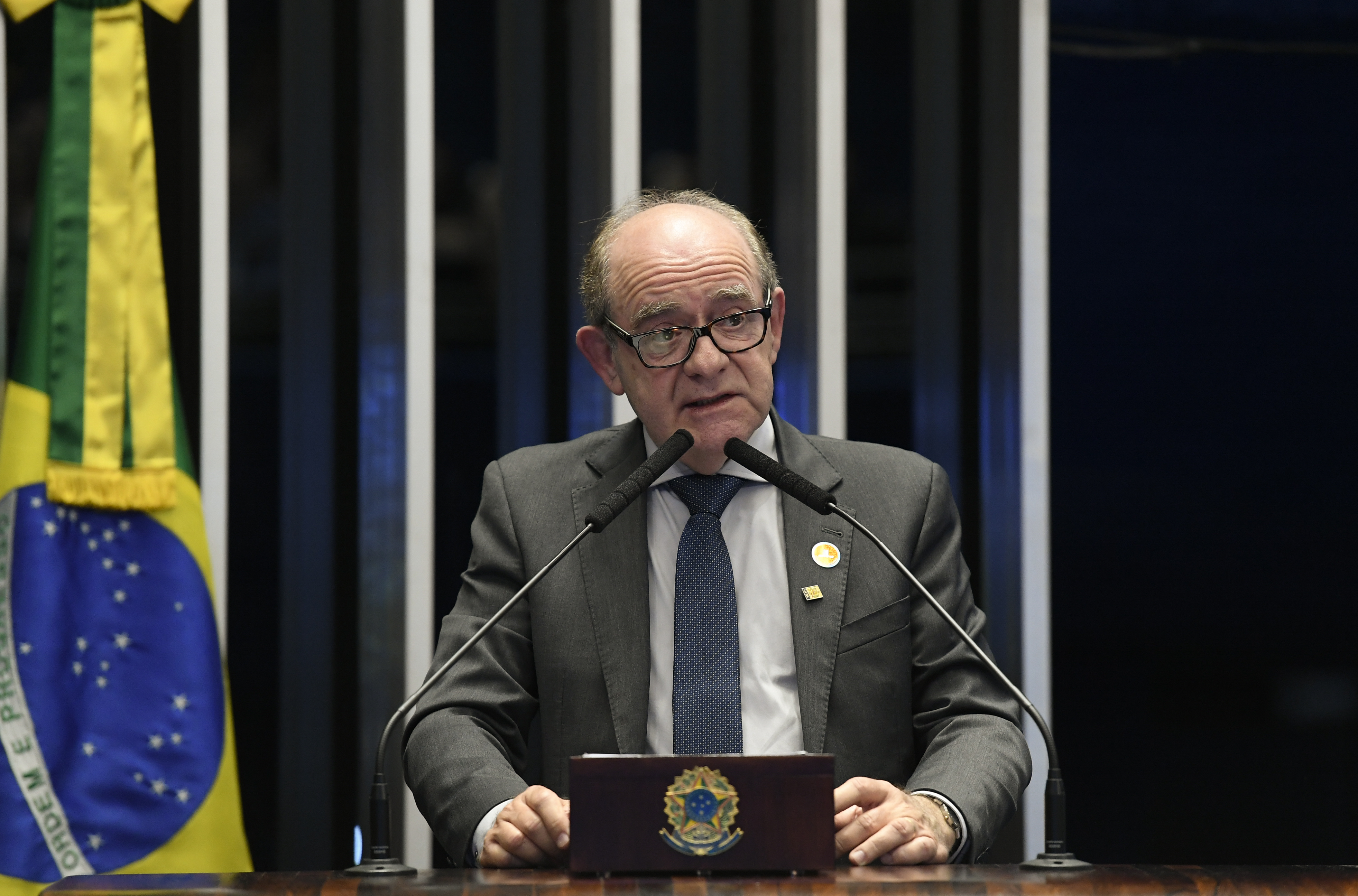
O 13º reitor da UFSC, Ubaldo César Balthazar, no Congresso Nacional.

### Administração e Divisões
A Universidade Federal do Santa Catarina é uma autarquia, de direito público, vinculada ao Ministério da Educação.

A UFSC é administrada pela Reitoria, o órgão executivo máximo, que funciona em dois prédios no Campus Trindade. Apesar de existir uma eleição, os nomes eleitos vão ao Conselho Universitário, que envia uma lista tríplice para o Ministério da Educação, já que nomear reitores é uma atribuição do presidente do Brasil - tradicionalmente, ele nomeia o eleito pela universidade. Os mandatos são de quatro anos. A UFSC já teve treze reitores diferentes, e o atual reitor é Irineu Manoel de Souza.

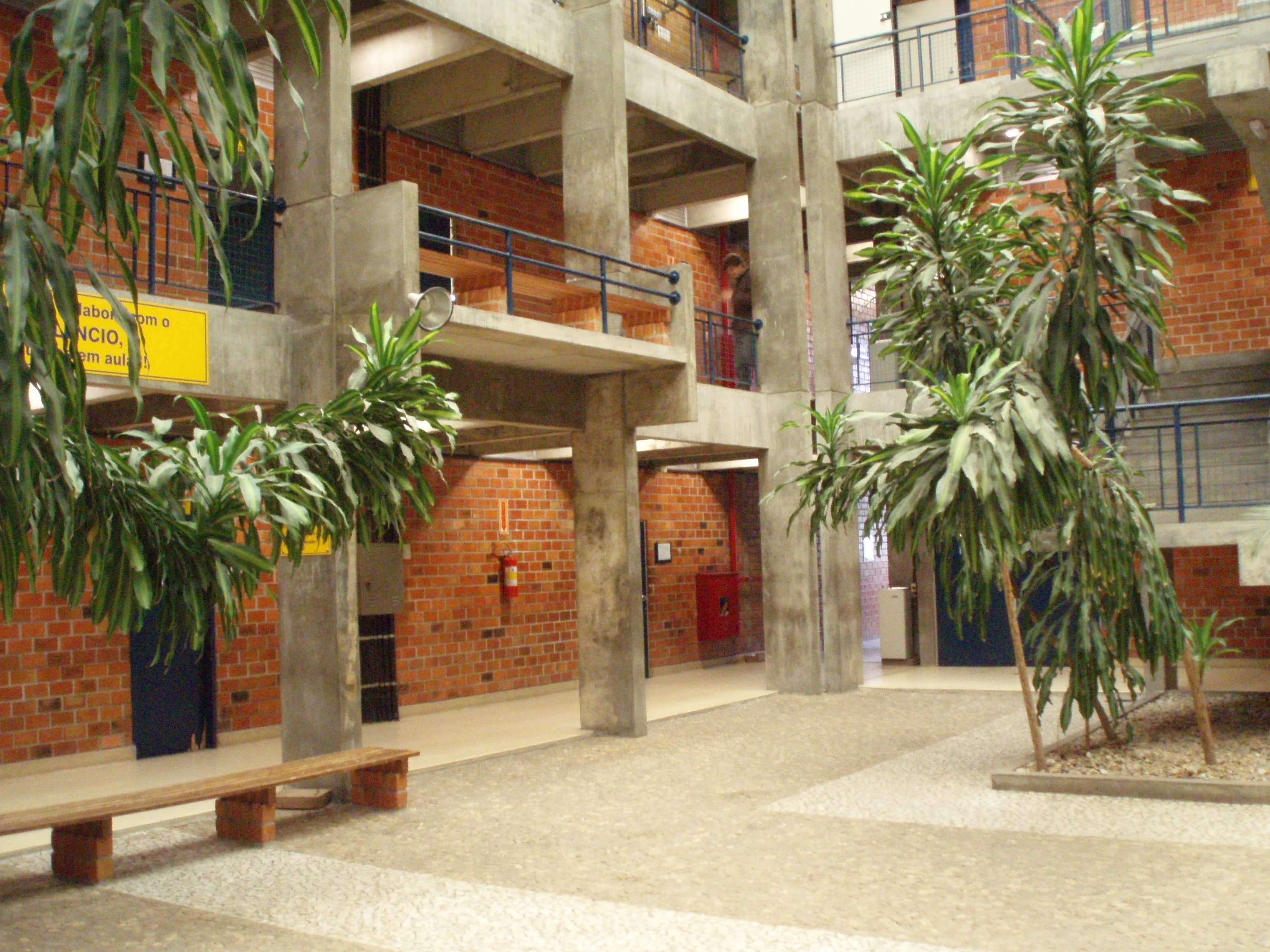
Visão interna do Centro Tecnológico (CTC) da UFSC.

A reitoria é subdividida atualmente em oito pró-reitorias, sendo elas a Pró-Reitoria de Administração (Proad), Pró-Reitoria de Assuntos Estudantis (Prae), Pró-Reitoria de Ações Afirmativas e Equidade (Proafe), Pró-Reitoria de Desenvolvimento e Gestão de Pessoas (Prodegesp), Pró-Reitoria de Graduação (Prograd), Pró-Reitoria de Pós-Graduação (Propg), Pró-Reitoria de Extensão (Proex) e a Pró-Reitoria de Pesquisa e Inovação (Propesq).

Ainda existem as secretarias, que cuidam de áreas específicas: Comunicação (Secom), Cultura, Arte e Esporte (Secarte), Relações Internacionais (Sinter), Aperfeiçoamento Institucional (Seai), Planejamento e Orçamento (Seplan), Educação a Distância (Sead) e Segurança Institucional. A gestão dos campi, que envolve planejamento e acompanhamento de obras,  manutenção, transporte e zeladoria, é feita pela Prefeitura Universitária (PU).

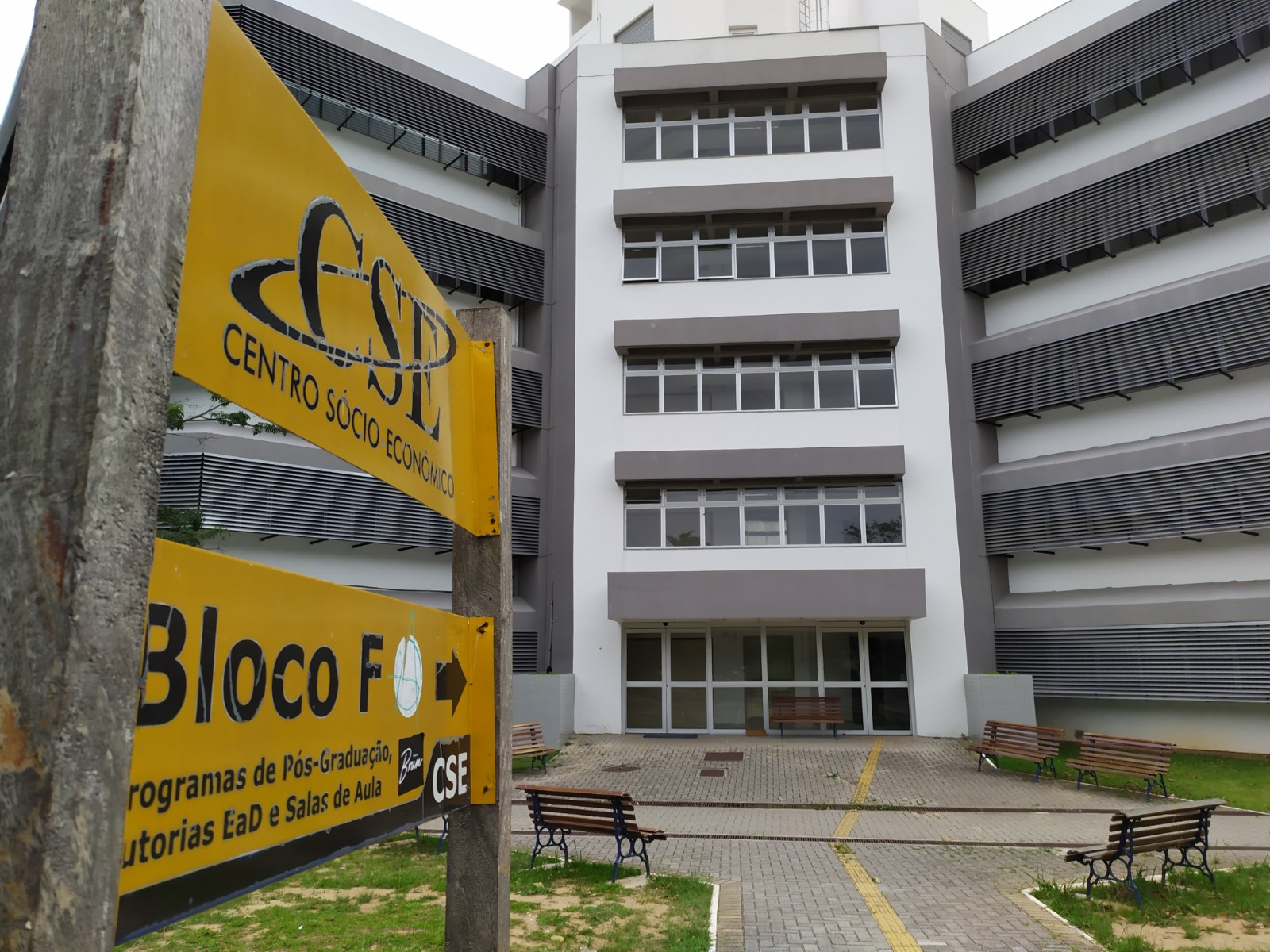
Um prédio do Centro Socioeconômico (CSE) da UFSC.

O Conselho Universitário (CUn) é o órgão deliberativo máximo, e nele há representantes dos centros de ensino, da reitoria, dos professores, dos estudantes, dos servidores e da comunidade externa. Há ainda outros órgãos deliberativos abaixo: o Conselho de Curadores, as Câmara de Graduação, de Pós-Graduação, de Ensino, de Pesquisa e de Extensão. A característica deliberativa do conselho e seu poder de decisão fazem com que este órgão, junto com a reitoria, seja alvo de atos e protestos em algumas ocasiões, tendo sido protagonista de momentos importantes, desde a instalação do campus na Trindade nos anos 1960 até a liberação das obras da rua Deputado Antônio Edu Vieira e a adesão do HU a EBSERH, recentemente.

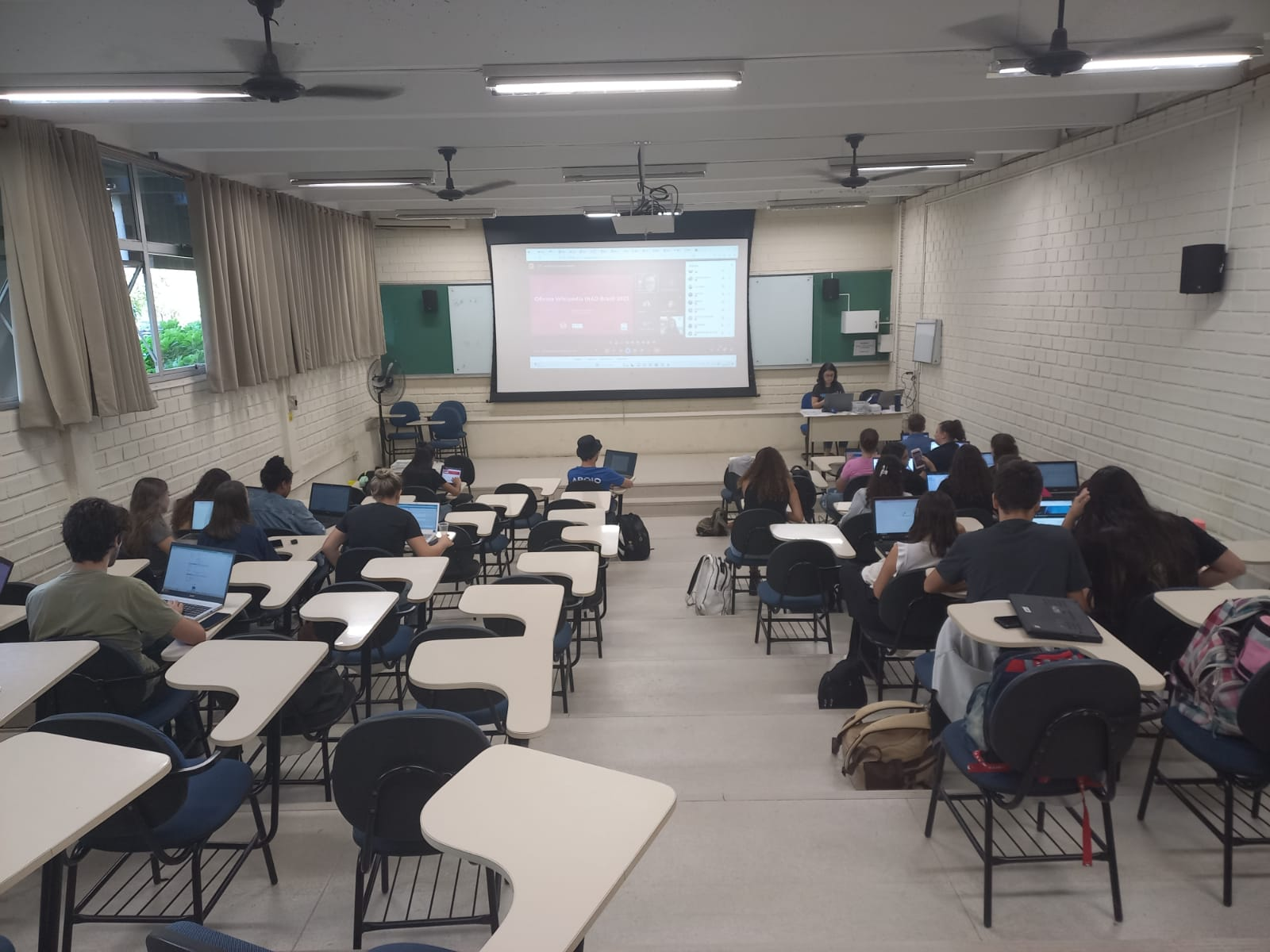
Uma sala de aula do Centro de Ciências da Saúde (CCS) da UFSC.

A universidade é dividida em quinze centros de Ensino e sua administração é feita com diretorias e conselhos deliberativos próprios. Esses centros, por sua vez, também são divididos em departamentos e cursos - os departamentos são divisões dos centros, e os cursos oferecem as disciplinas acadêmicas. Ambos tem seus dirigentes - os chefes de departamento e coordenadores de curso - e seus órgãos deliberativos, os colegiados.

### Centros de Ensino
A Universidade Federal de Santa Catarina possui onze centros de ensino em Florianópolis: Centro de Ciências Agrárias (CCA); Centro de Ciências Biológicas (CCB); Centro de Ciências da Educação (CED); Centro de Ciências da Saúde (CCS); Centro de Ciências Físicas e Matemáticas (CFM); Centro de Ciências Jurídicas (CCJ); Centro de Comunicação e Expressão (CCE); Centro de Desportos (CDS); Centro de Filosofia e Ciências Humanas (CFH); Centro Sócioeconômico (CSE) e o Centro Tecnológico (CTC).
Cada campi também tem um centro próprio: o Centro Tecnológico, de Ciências Exatas e Educação (CTE) em Blumenau, o Centro Tecnológico de Joinville (CTJ), o Centro de Ciências Rurais (CCR) em Curitibanos e o Centro de Ciências, Tecnologias e Saúde (CTS) em Araranguá. Porém, por ainda se tratar de campi menores, os centros são praticamente equivalentes aos próprios campi.

### Organizações estudantis e sindicatos

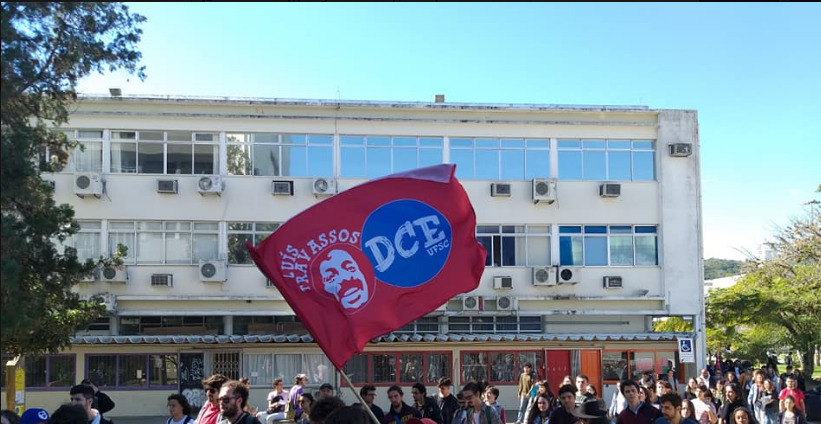
Um protesto realizado próximo ao Centro de Comunicação e Expressão (CCE). O DCE Luís Travassos é a entidade estudantil máxima da UFSC.

O Diretório Central dos Estudantes Luís Travassos é a principal representação estudantil da UFSC. Cada curso também possui seu centro acadêmico (C.A.) - alguns representam mais de um curso. Alguns centros mantém um conselho de C.A.s., e existe também uma instância deliberativa, o Conselho de Unidades de Base (CEB), formado por todos os C.A.s e pelo Grêmio Estudantil do Colégio de Aplicação, além do próprio DCE Luís Travassos.
Os servidores do campus são representados pelo SINTUFSC, e os professores pelo Andes e pela APUFSC - este último era parte do Andes, que é um sindicato nacional, mas se separou.

### Fundações
Além destas divisões administrativas e organizações, ainda operam na UFSC quatro fundações de amparo à pesquisa, ensino e extensão, que operam em parceria com a universidade. São elas a FAPEU – Fundação de Amparo à Pesquisa e Extensão Universitária, a FEPESE – Fundação de Estudos e Pesquisas Sócio-Econômicos, a FEESC – Fundação de Ensino e Engenharia de Santa Catarina e a FUNJAB – Fundação José Arthur Boiteux. A CERTI – Fundação Centros de Referência em Tecnologias Inovadoras - não costuma ser listada com as quatro, mas também é uma fundação. Todas são sediadas no Campus Trindade e não tem fins lucrativos, mas suas pesquisas de ponta e investimento interno e externo movimentam grandes quantidades financeiras.

## Campus Florianópolis

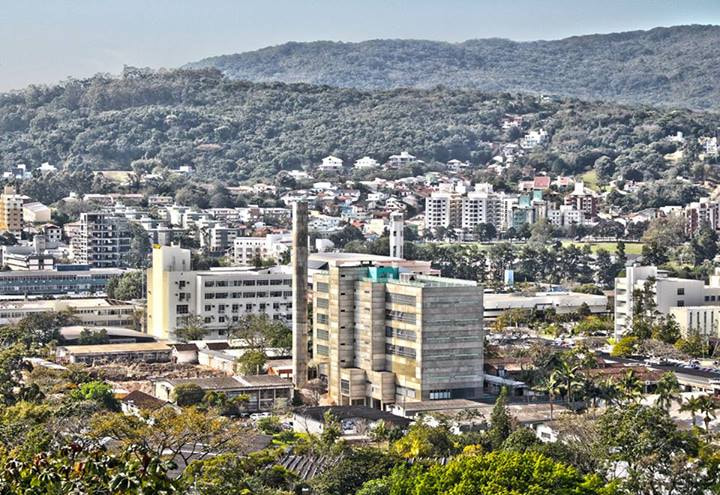
A Cidade Universitária, em Florianópolis

### Campus Trindade
Também conhecido como Cidade Universitária, este é o principal campus da UFSC, concentrando os principais órgãos administrativos e diversos órgãos suplementares de apoio. Nesse campus ficam dez dos onze centros de ensino da universidade em Florianópolis: o Centro de Ciências da Saúde (CCS), o Centro Tecnológico (CTC), o Centro Socioeconômico (CSE), o Centro de Ciências Jurídicas (CCJ), o Centro de Ciências da Educação (CED), o Centro de Desportos (CDS), o Centro de Filosofia e Ciências Humanas (CFH), o Centro de Ciências Biológicas (CCB) e o Centro de Física e Matemática (CFM).

O campus conta com diversos espaços de lazer, com grandes áreas gramadas e córregos, a Praça da Cidadania, o laguinho do RU e o bosque do CFH, dentre outros espaços. A manutenção é feita pela Prefeitura Universitária (PU). Entretanto, o campus, aberto, acaba tendo problemas de insegurança, e medidas tem sido tomadas como o fechamentos das entradas para carros a noite e nos fins de semana. O campus também recebe diversos eventos acadêmicos e culturais, além de pacientes para o hospital, sendo considerado um dos principais polos geradores de tráfego de Florianópolis.

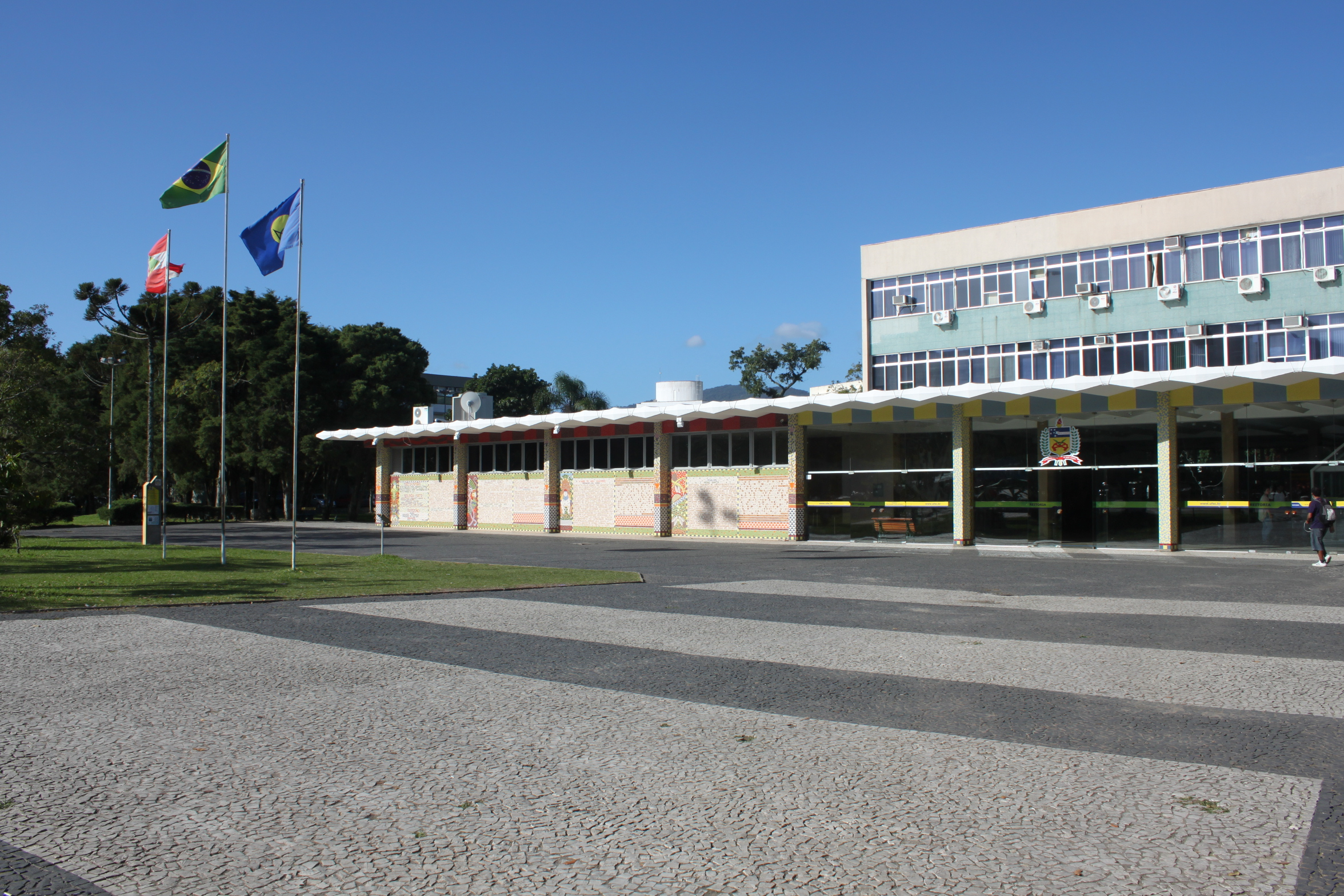
Prédio da Reitoria da UFSC, no Campus Trindade

#### Reitoria e Reitoria II
O Prédio da Reitoria fica na Praça da Cidadania e é onde ficam os gabinetes do reitor e do vice-reitor, algumas pró-reitorias e é também onde se reúne o Conselho Universitário. É também o principal ponto de protestos e atos na universidade, dada sua localização central. Chama a atenção no prédio um grande mosaico feito pelo artista plástico Rodrigo de Haro, também responsável pelas pinturas no hall. Em 2012, a UFSC adquire um prédio próximo ao CCJ, o Edifício Santa Clara, que foi renomeado como Reitoria II, com o objetivo de reorganizar unidades administrativas do campus.

#### Centro de Cultura e Eventos da UFSC

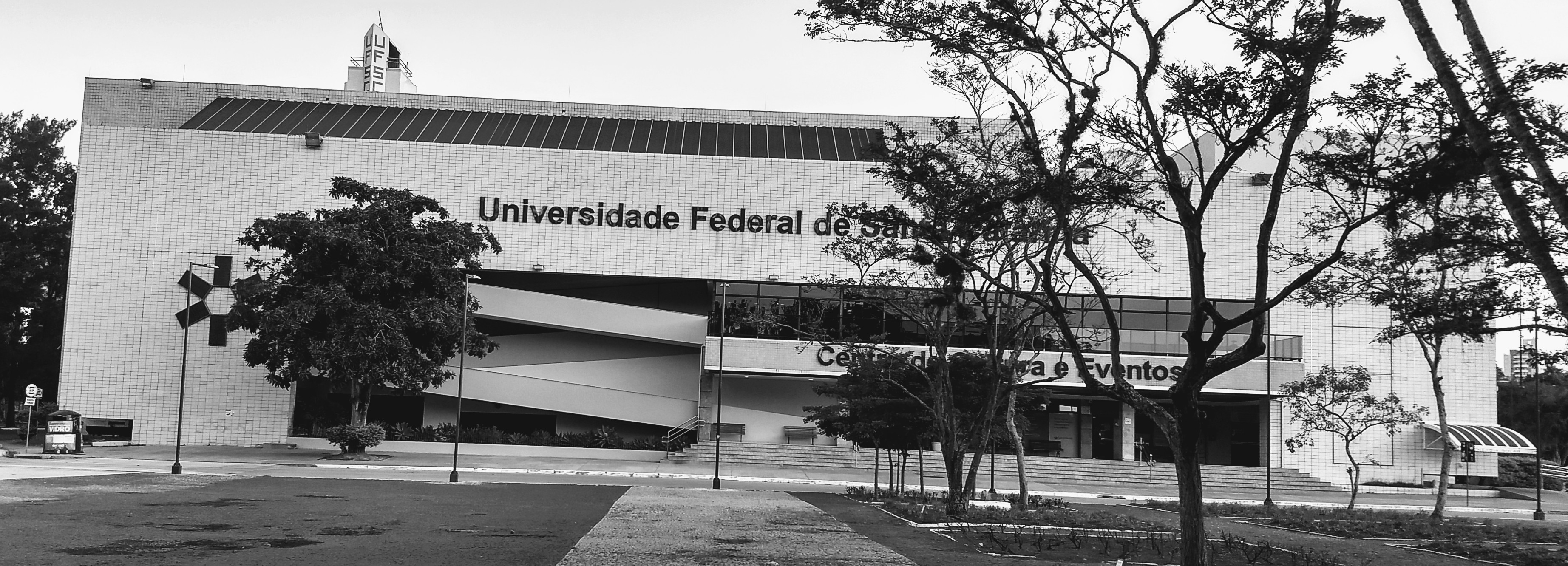
O Centro de Cultura e Eventos da UFSC

O Centro de Cultura e Eventos foi construído na década de 2000 para abrigar uma grande quantidade de eventos anuais, além de uma grande quantidade de serviços terceirizados. É conhecido pela comunidade universitária como "Elefante Branco", apelido inicialmente pejorativo dado na época da construção que permanece até hoje, apesar, de, diferente do que sugere, o local agora ser bastante usado pelos estudantes. Há uma praça de alimentação com diferentes opções de lanches, o museu patrimonial, duas livrarias - uma delas a Livraria da UFSC - uma loja da Grife da UFSC que vende produtos feitos pela COEPAD (Cooperativa de Pais e Amigos dos Portadores de Deficiência), uma loja de eletrônicos e uma loja de miscelânea da AAHU (Associação dos Amigos do Hospital Universitário), todos localizados no andar térreo. Os dois pavimentos superiores são destinados a eventos, com salas e auditórios.

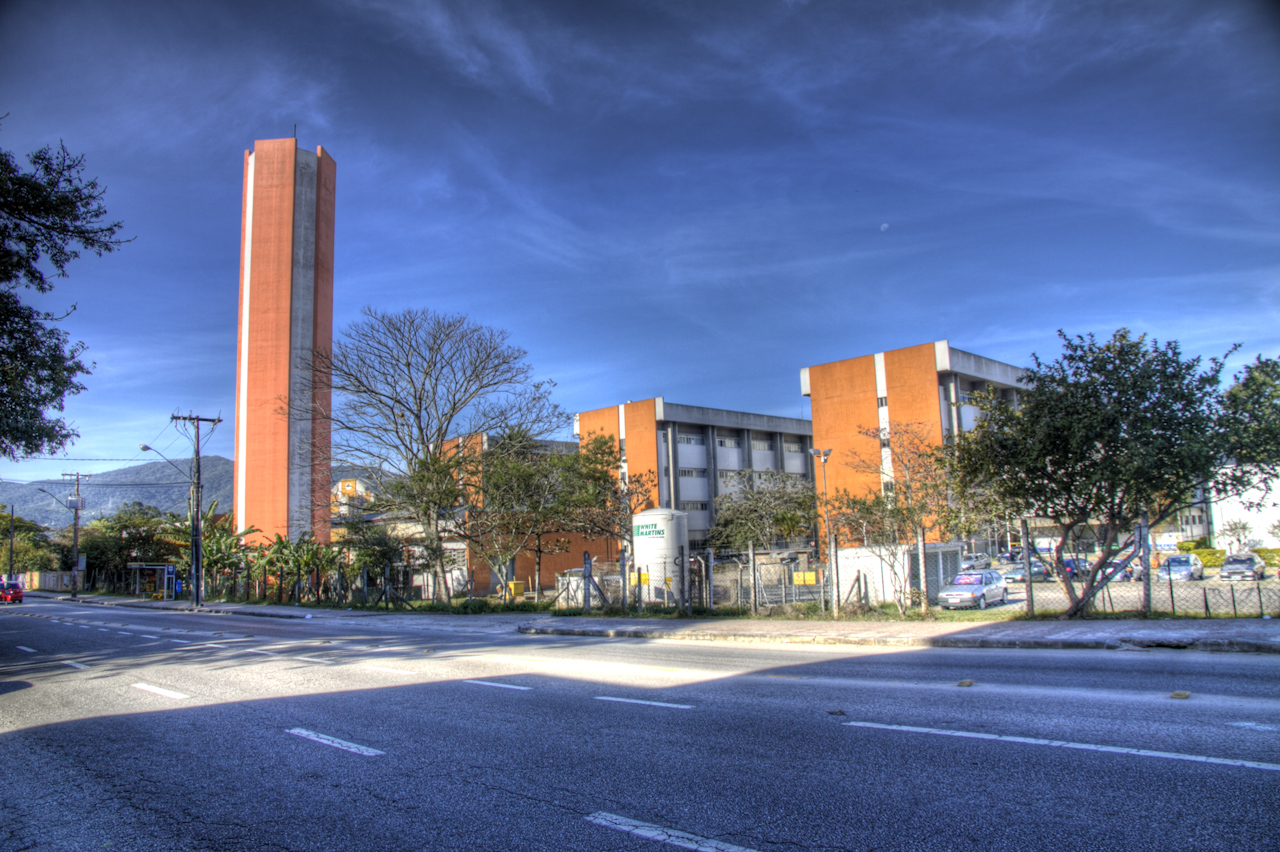
O Hospital Universitário

#### Hospital Universitário (HU)
O Hospital Universitário Polydoro Ernani de São Thiago fica localizado no complexo do Centro de Ciências da Saúde (CCS) e é aberto à comunidade em geral, sendo um dos principais hospitais públicos de Florianópolis. Faz parte da formação dos alunos de Medicina, Enfermagem, Farmácia, Nutrição, Odontologia e Fonoaudiologia. O hospital fornece atendimento totalmente público pelo Sistema Único de Saúde. Atualmente, o hospital passa por problemas institucionais e financeiros, fato discutido amplamente no âmbito universitário e que motivou a adesão à Empresa Brasileira de Serviços Hospitalares, a EBSERH.

#### Restaurante Universitário (RU)
O Restaurante Universitário da Trindade possui duas alas com aproximadamente 900 m² cada para almoço, mas apenas um delas funciona, com horário de funcionamento entre 11h00 e 13h30. Ambos servem o mesmo cardápio diariamente, composto sempre de arroz, feijão, acompanhamento, alguma carne e salada, os três últimos itens variando dia após dia. O almoço diário custa R$ 1,50 para estudantes da universidade. A carteirinha do RU, que funciona como o cartão de identidade da universidade, é usada para acessar o restaurante, com os créditos sendo adicionados de forma eletrônica no cartão. Apenas recentemente os outros campi passaram a ter seus próprios RU.

#### Biblioteca Central (BU)

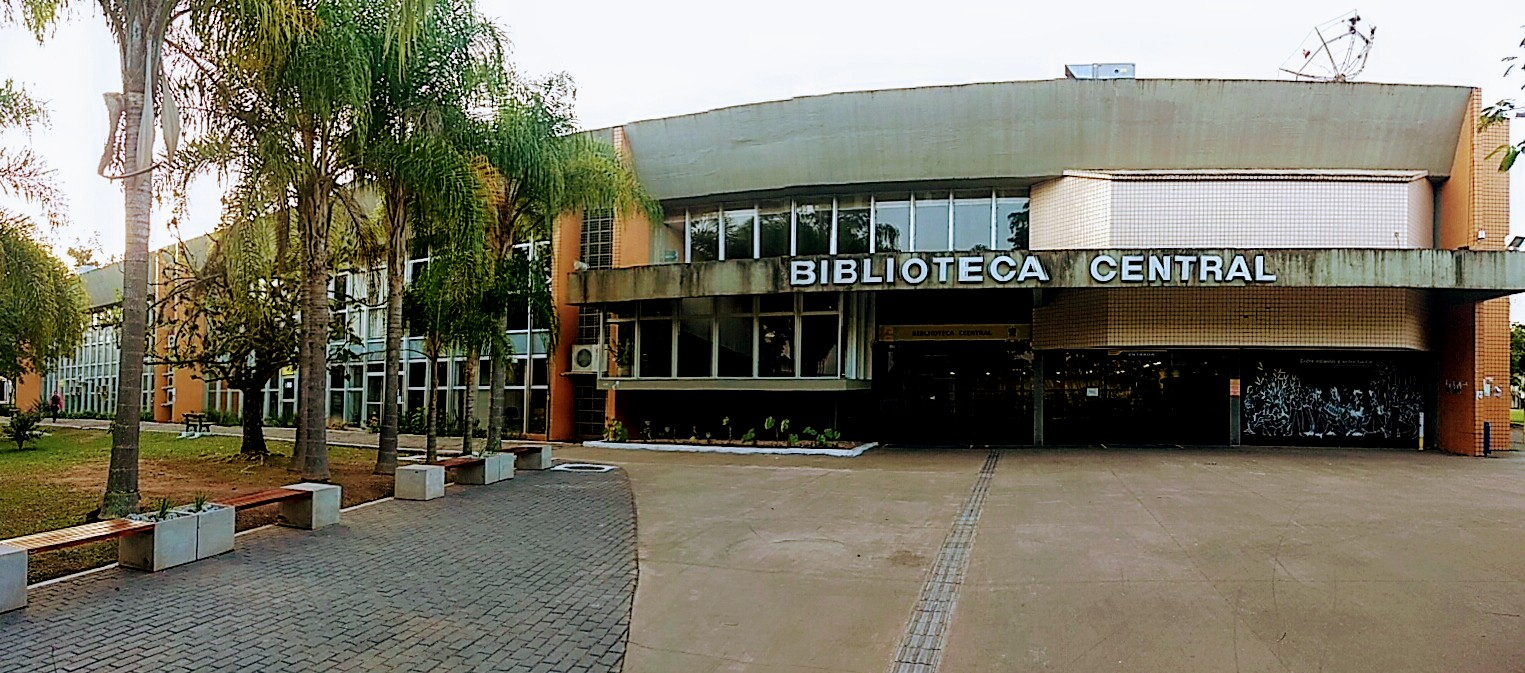
Entrada da Biblioteca Central

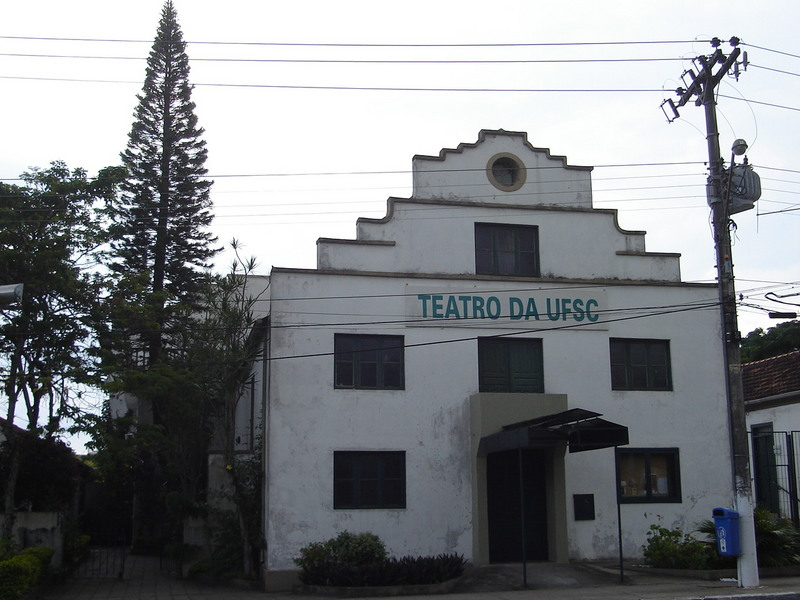
O Teatro da UFSC, um dos vários equipamentos culturais do campus.

O Sistema de Bibliotecas da UFSC é composto pela Biblioteca Central e pelas Bibliotecas Setoriais, que estão localizadas nos centros de ensino. A central acabou por ser conhecida pela sigla do sistema: BU. As bibliotecas possuem um acervo composto por livros, periódicos (revistas e jornais), teses e dissertações, mapas e materiais audiovisuais. A maioria do acervo está disponível para empréstimo domiciliar. A Biblioteca Central, é organizada em três grandes setores (Sirius, Vega e Bellatrix) e possui um código de identificação para os livros, também conhecido como número de chamada, com base na Classificação Decimal Universal (CDU), que divide o conhecimento em nove classes. O sistema da BU é informatizado, de modo que os membros da comunidade universitária podem emprestar livros por meio da digitação do número de matrícula e senha. Também é possível fazer reservas e renovar os livros via Internet, sem precisar se deslocar à biblioteca. A Biblioteca Central conta ainda com ambiente climatizado, pufes para descanso, empréstimo de netbooks, sala de estudos individuais e espaço de inclusão digital. Há ainda o servido de editoração Portal de Periódicos UFSC, que agrega as publicações científicas produzidas pela universidade. No momento hospeda 44 periódicos científicos de diversas áreas do conhecimento. Utiliza o Open Journal System (OJS) na versão 2.4.8.

#### LabUFSC
Um laboratório de computadores localizado no mesmo prédio da Biblioteca Central, acessível a toda a comunidade universitária. Possui um grande número de computadores com acesso à Internet e que funcionam com diversos sistemas operacionais. Pode ser acessado por meio da carteirinha do RU.

#### Centro de Convivência da UFSC

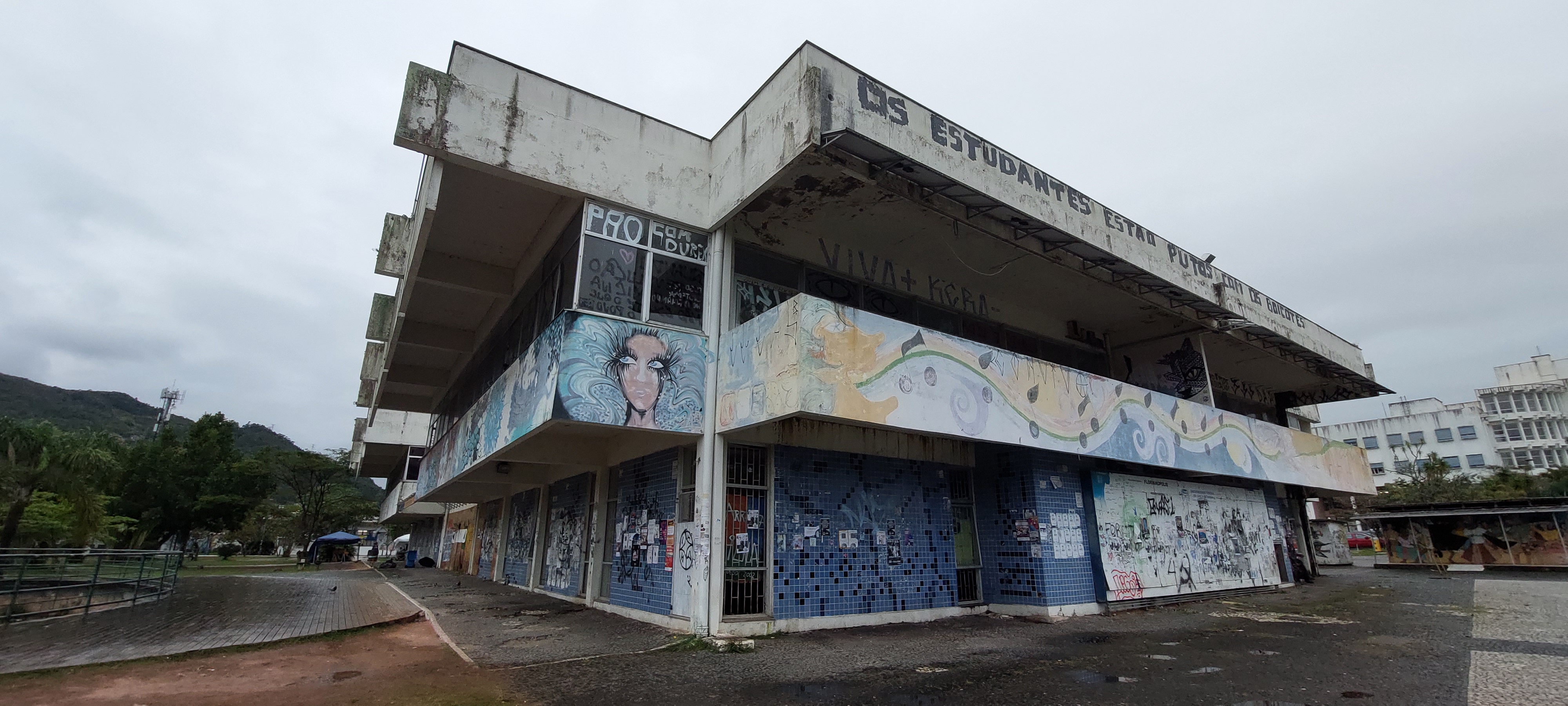
Centro de Convivência da UFSC em 2022. O prédio abandonado fica próximo ao Restaurante Universitário.

É um prédio parcialmente abandonado construído em 1970, próximo ao RU e ao Centro de Cultura e Eventos. Um projeto de reforma existe, mas ainda não saiu do papel por falta de recursos, visto que os problemas são também estruturais - o térreo, porém, está liberado para o uso, sendo que a sede do Diretório Central dos Estudantes e uma agência dos Correios ainda funcionam no local. Novos projetos de revitalização surgem ano após ano, mas o prédio permanece como está. Antes possuía uma galeria de arte, restaurante, cabeleireiro e livraria, mas eles foram sendo fechados durante os anos 2000.

#### Planetário

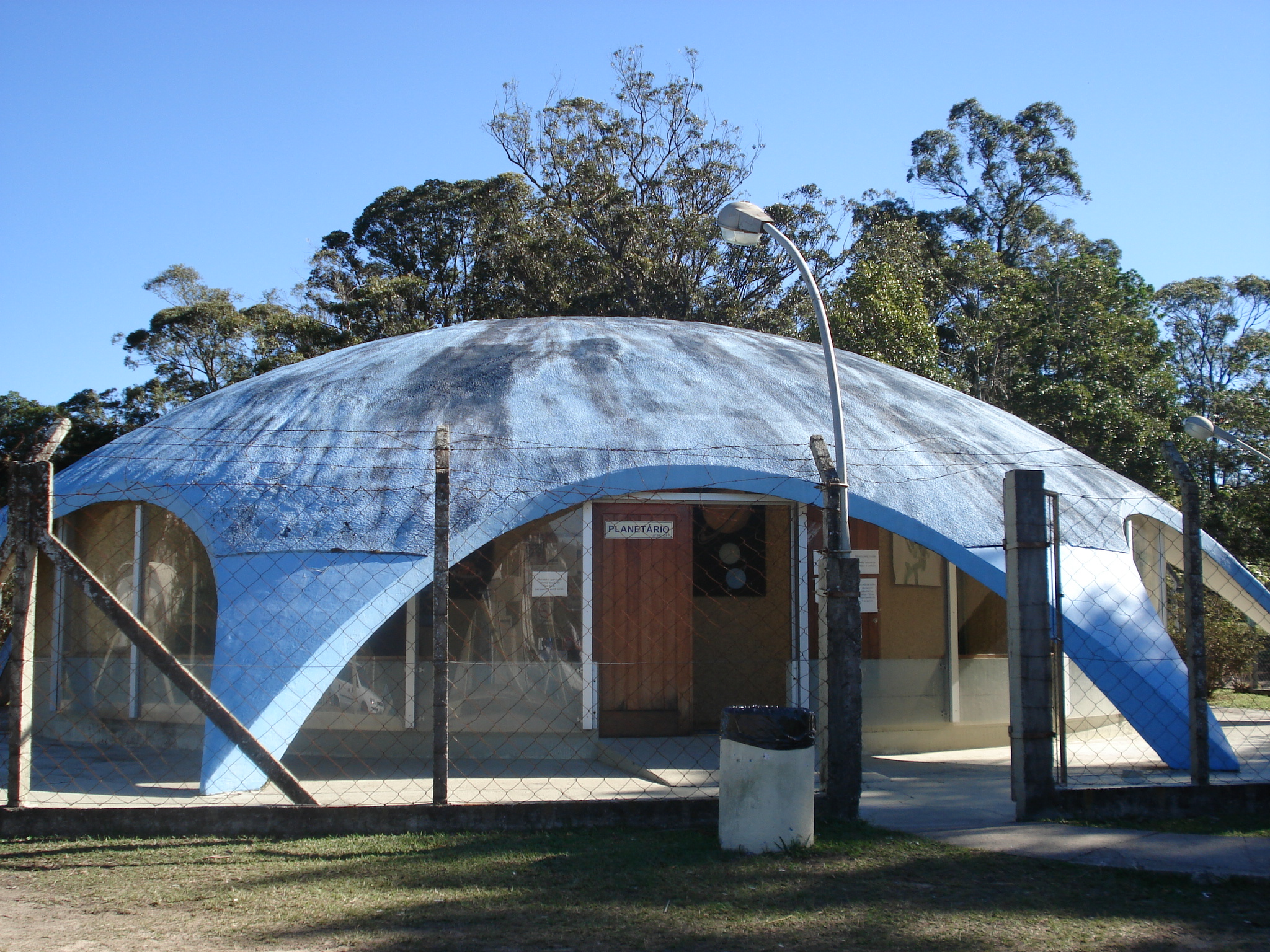
Planetário da UFSC

Pertence ao Centro de Filosofia e Ciências Humanas (CFH) mas é aberto a toda a comunidade. É o único planetário do Estado, e possui um auditório com 44 assentos, para aulas e palestras, e uma sala que projeta o céu noturno. Durante o ano é visitado por professores e alunos de diversas escolas com funções didáticas, e possui um curso de astronomia aberto a todo aquele que se interessar pelo tema.

#### Colégio de Aplicação (CA) e Núcleo de Desenvolvimento Infantil (NDI)
O Colégio de Aplicação é ligado ao CED e oferece educação de ensino fundamental e médio. Já o NDI, também ligado ao CED, oferece educação infantil. As vagas são distribuídas por critérios sociais, de proximidade geográfica e por sorteio.

#### Museu Universitário (MArquE)
Aberto à comunidade em geral, o Museu de Arqueologia e Etnologia Oswaldo Rodrigues Cabral (MArquE), também chamado de Museu Universitário, é ligado à Secretaria de Cultura e Arte (SECARTE). É um museu especializado na história de Santa Catarina, e possui exposições permanentes de Arqueologia Pré-Colonial e Histórica e de Etnologia Indígena, além do acervo do importante artista e professor catarinense Franklin Cascaes.

#### Moradia Estudantil
Um prédio destinado a estudantes de baixa renda, sendo a única edificação residencial do campus. Possui 166 vagas bastante disputadas, o que é alvo de críticas devido ao tamanho da UFSC, que acaba inflacionando os alugueis do entorno do universidade e, em compensação, oferece um número baixo de vagas.

#### Fortalezas da Ilha

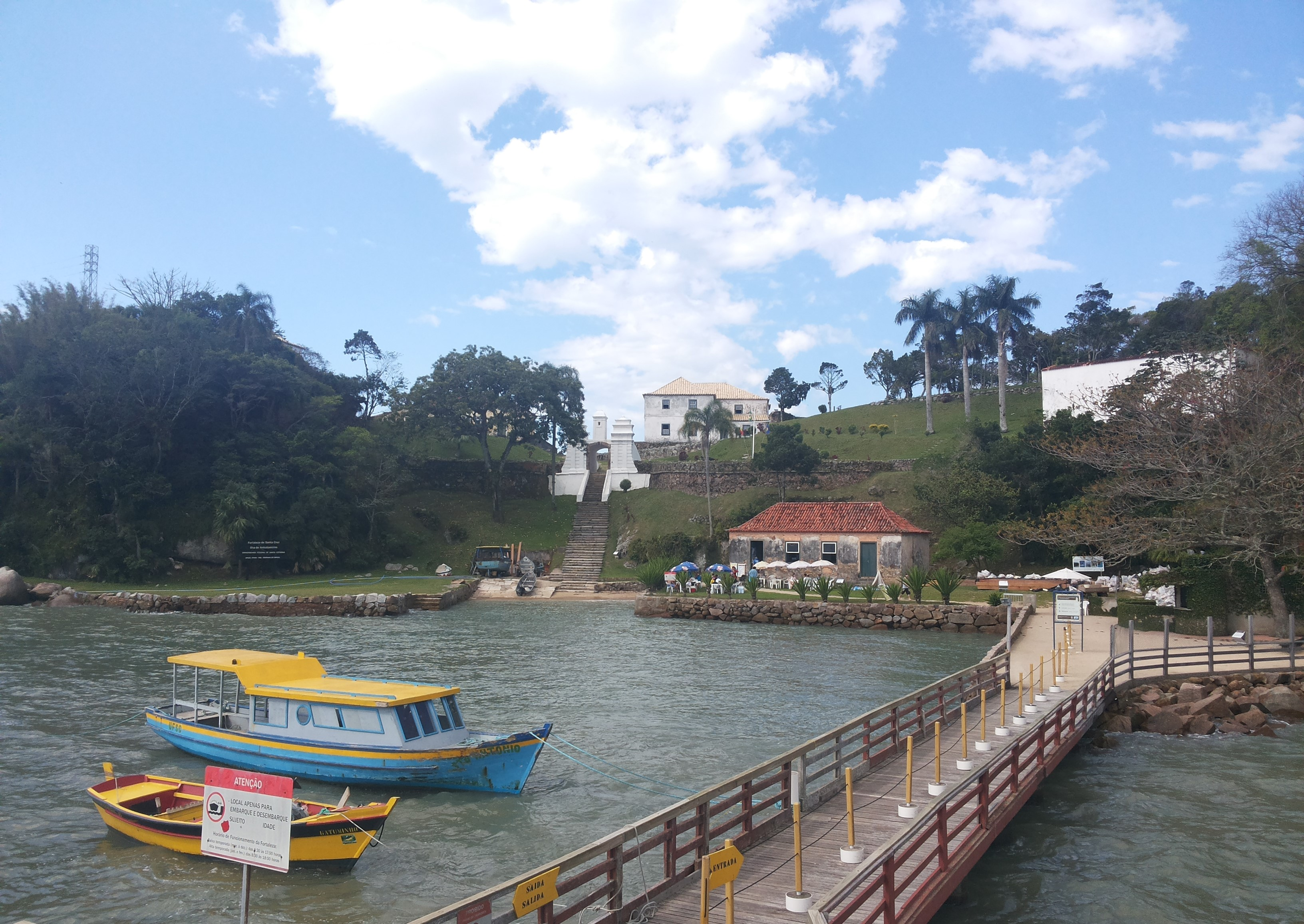
A Fortaleza de Santa Cruz de Anhatomirim

São fortalezas de defesa da Ilha de Santa Catarina, projetadas e construídas pelo engenheiro militar, Brigadeiro José da Silva Pais, no século XVI, tendo essas fortificações participado de eventos históricos como a Invasão espanhola de 1777. Após anos de abandono, as três fortalezas do norte foram restauradas nos anos 80 e 90 e passaram a ser geridas pela UFSC através do projeto Fortalezas da Ilha, cuja sede fica no Centro de Cultura e Eventos da UFSC.

### Campus II (Itacorubi)

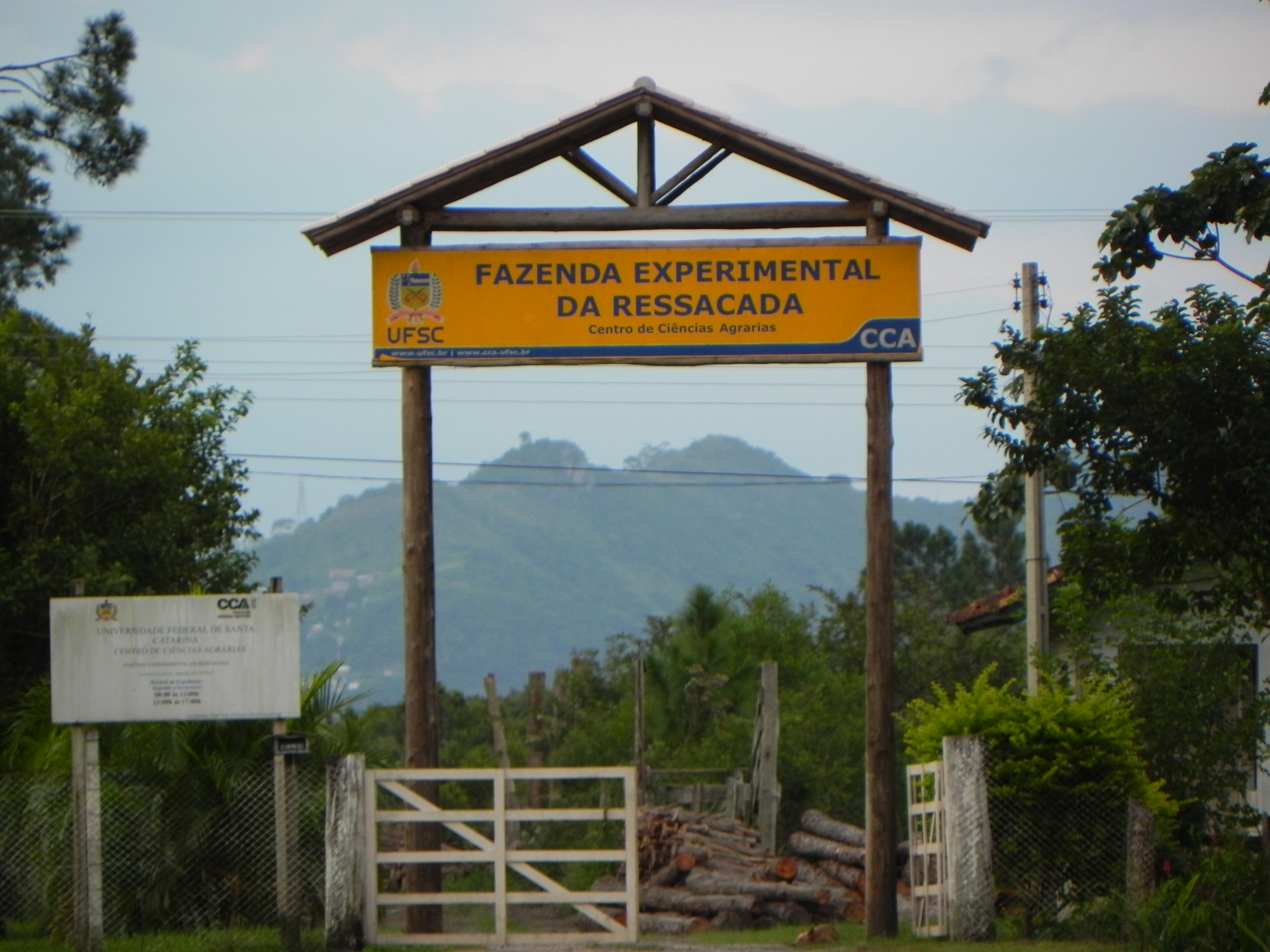
Fazenda Experimental da Ressacada, no sul da Ilha de Santa Catarina.

É onde se localiza o único Centro de Ensino fora do Campus Trindade, o Centro de Ciências Agrárias (CCA), após um acordo entre a UFSC, a ACARESC, dona do terreno no bairro Itacorubi, e o governo do estado de Santa Catarina. É por isso chamado as vezes de Campus Itacorubi, mas em geral é conhecido apenas pela sigla CCA. A gestão da Fazenda Experimental da Ressacada também é de responsabilidade do Centro de Ciências Agrárias.

#### Restaurante Universitário do Itacorubi (RU)
RU que atende apenas o CCA, funcionando também como lanchonete. Devido ao tamanho menor, é totalmente terceirizado, diferente do RU da Trindade.

#### Laboratório na Barra da Lagoa e Fazenda Yakult
O Laboratório de Camarões Marinhos (LCM) é um laboratório localizado na Barra da Lagoa, onde são realizadas pesquisas acerca dessa espécie. Em 1999, a Yakult doa a UFSC uma fazenda em Balneário Barra do Sul, que se torna a Fazenda Experimental Yakult, ligada ao LCM.

#### Fazenda Experimental da Ressacada
A Fazenda Experimental da Ressacada, localizada na Tapera, sul da ilha de Santa Catarina, é uma das principais estações experimentais em Neossolo Quartzarênico do Estado de Santa Catarina, desenvolvendo atividades de ensino, pesquisa e extensão em ciências agrárias.

## Campus Araranguá
Instaurado em 2008, o Campus da UFSC em Araranguá foi o primeiro campus fora de Florianópolis, a capital catarinense. Possui mais de mil alunos, divididos em 5 cursos de graduação e 4 de pós-graduação. Os cursos de graduação disponíveis são: Engenharia de Computação, Engenharia de Energia, Fisioterapia, Medicina e Tecnologias da Informação e Comunicação. Já os de pós graduação são: Mestrado Nacional Profissional em Ensino de Física, Pós-graduação em Ciências da Reabilitação, Pós-graduação em Energia e Sustentabilidade e Pós-Graduação em Tecnologias da Informação e Comunicação. É organizado em um centro de ensino único, o Centro de Ciências, Tecnologias e Saúde de Araranguá. A expansão do campus, porém, está prejudicada pelo contingenciamento de recursos federais - a compra de um prédio da Unisul na cidade, por exemplo, foi cancelada. Assim, as ações da universidade permanecem integradas entre duas unidades, a Unidade Jardim das Avenidas (alugada da Unisul), que passou a abrigar os cursos de graduação e as unidades administrativas, e a Unidade Mato Alto abriga as pós-graduações e alguns laboratórios de pesquisa.

## Campus Curitibanos
O Campus da UFSC em Curitibanos fica em Potreiro dos França. Possui cerca de 600 alunos divididos em 4 cursos de seu centro de ensino único, o Centro de Ciências Rurais. Assim como os outros campi, o espaço físico é o principal problema, tendo gerado protestos ao longo dos anos. Como em Araranguá, a UFSC anunciou que deve implantar um curso de Medicina em Curitibanos, mas ainda não confirmou o início das atividades.

## Campus Joinville
O Campus da UFSC em Joinville funcionou entre 2009 e 2011 na Universidade da Região de Joinville (Univille). A partir de 2012, com a necessidade de uma estrutura maior, a UFSC passa a funcionar em um conjunto de cinco prédios do bairro Santo Antônio, em uma área provisoriamente alugada. Uma nova sede provisória, reunindo os oito cursos do Centro Tecnológico de Joinville (CTJ), foi implantada no condomínio empresarial Perini Business Park. Futuramente, o CTJ deve se transferir mais uma vez para a sede permanente no Campus Joinville da UFSC, na Curva do Arroz, que está com as obras paralisadas por falta de recursos.

## Campus Blumenau
O Campus Blumenau surge após anos de negociações envolvendo a Universidade Regional de Blumenau (FURB), universidade blumenauense que poderia ser federalizada. Devido a burocracia da questão, a UFSC decidiu abrir um campus próprio, a parte da FURB. Em 2013, a UFSC inicia suas atividades, tendo hoje 5 cursos e mais de mil alunos matriculados. Em 2020, o centro de ensino único do campus passou a ser chamado Centro Tecnológico, de Ciências Exatas e Educação (CTE).

## UFSCães
O Campus Trindade, em Florianópolis, tem sido há muitos anos um refúgio informal para animais de rua abandonados. Isso porque vários estudantes engajados na luta pelos direitos dos animais os providenciam alimentação e acolhimento. Vários destes cães acabaram se tornando pequenas celebridades ao transitar pelas dependências da universidade, e foram apelidados de "UFSCães". Há registros deles desde a década de 1990, e os animais já foram até mesmo tema de exposição no campus.
Muitos UFSCães ficaram famosos a ponto de serem pauta de noticiários, como Fred, falecido em 2015 após lutar contra um câncer. Mas o mais celebre deles se chamava Catatau, em alusão ao personagem do desenho animado Zé Colmeia. Em um episódio folclórico na universidade, Catatau se juntou a uma manifestação estudantil que ocupa o Gabinete da Reitoria e subiu na cadeira do reitor, deitando lá e permanecendo até o fim do ato. Nesse momento, os manifestantes passaram a reclamar que Catatau sucedesse o então reitor Alvaro Toubes Prata.
Catatau fora abandonado filhote na Universidade e viveu cerca de doze anos em meio aos alunos. No dia 24 de setembro de 2009, foi encontrado morto no córrego que atravessa o campus Trindade. Suspeita-se que fora vítima de envenenamento. A morte de Catatau provocou comoção generalizada entre os estudantes e servidores, e seu velório ocorreu junto à escultura "Pira da Resistência", onde foi erguido um monumento que eterniza o famoso UFSCão.

## Números
Os números mostram o tamanho da UFSC e também a diferença entre os campi do interior e o de Florianópolis. Os dados dessa seção são de 2023.

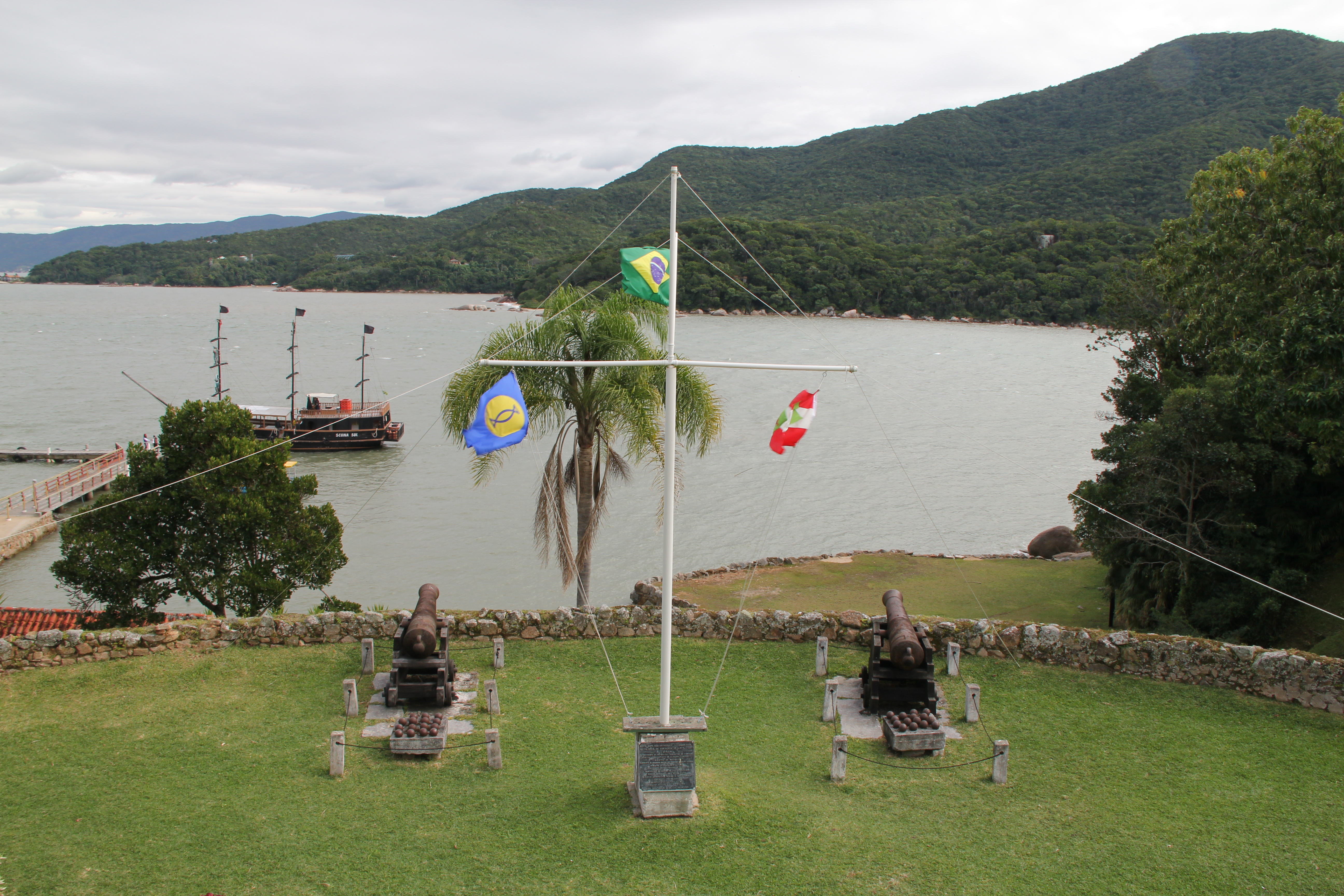
Bandeiras do Brasil (acima), de Santa Catarina (a direita) e da UFSC (a esquerda) na Fortaleza de Santa Cruz de Anhatomirim, gerida pela universidade.

### Cursos
Em 2023, a UFSC oferecia 121 cursos de Graduação (incluindo habilitações e opções); sendo 11 na modalidade à distância; 5 no campus de Araranguá; 4 no campus de Curitibanos; 6 no campus de Blumenau; 87 no campus de Florianópolis; 8 no campus de Joinville. Na pós-graduação, são 69 Cursos de Mestrado, 19 de Mestrado Profissional, 58 Cursos de Doutorado - sendo um deles o Doutorado Profissional da Enfermagem -  e 11 Especializações. São 157 programas de pós-graduação no total.

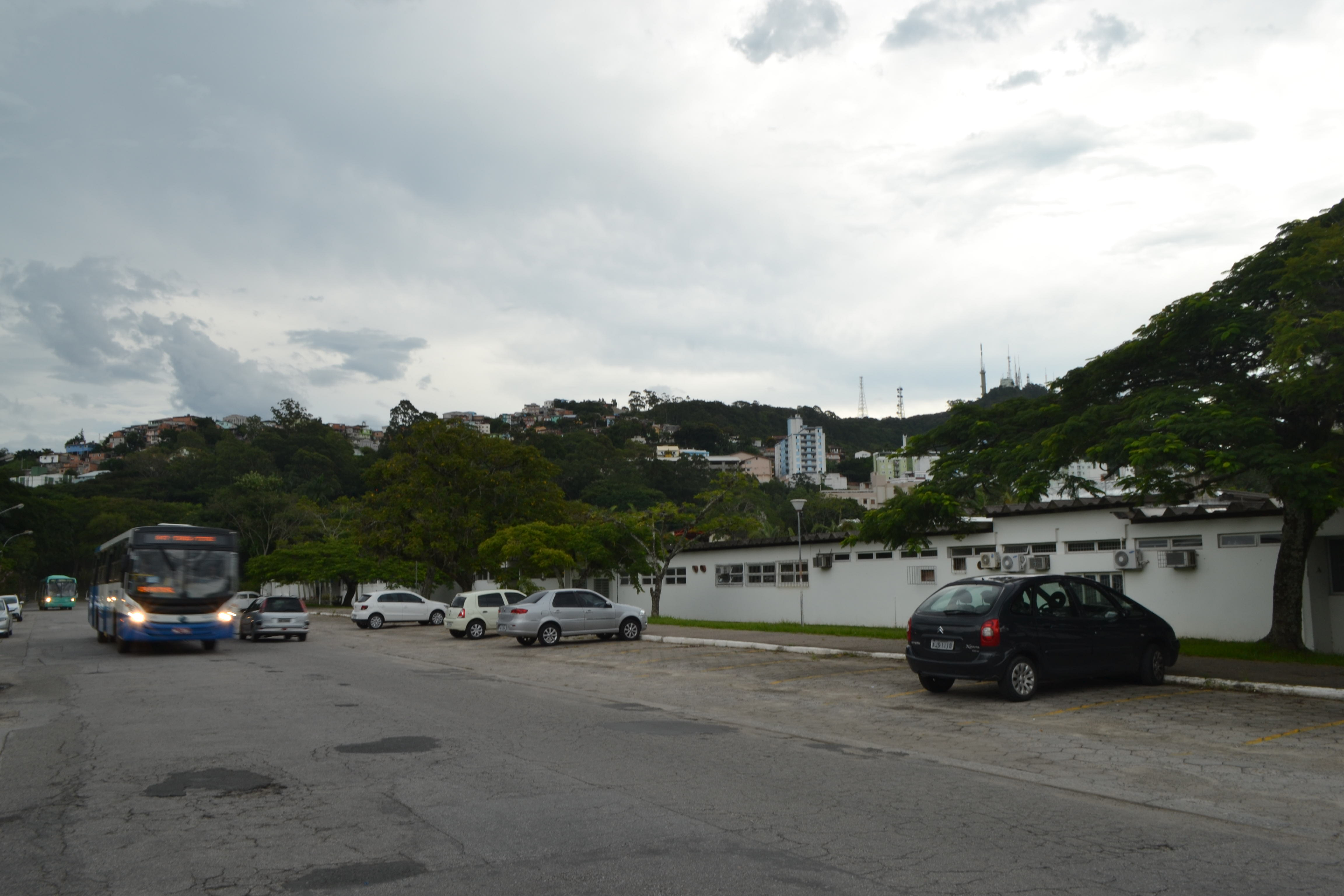
A Rua Engenheiro Agrônomo Andrey Cristian Ferreira, uma via interna do Campus Trindade, nas proximidades do Centro de Física e Matemática

### Estrutura
A Universidade Federal de Santa Catarina possui um total de 16 milhões de m2 total (aproximadamente) em terrenos próprios. As edificações da universidade somam mais de 456 mil m2 construídos sejam em área própria ou em áreas alugadas, e mais cerca de 52 mil m2 estão em construção. 
O Hospital Universitário fez mais de 137 mil atendimentos e cerca de 8 mil procedimentos cirúrgicos. A Biblioteca Universitária tem cerca de 468 mil livros em todas as unidades do sistema. Foram servidas nos Restaurantes Universitários 2 297 149 refeições em 2018.

### Orçamento
O orçamento total da universidade é dividido em obrigatório, que inclui pagamentos de salário de professores, servidores e aposentados, e discricionárias, que corresponde ao dinheiro de custeio e capital - para pagamentos de contas, bolsas e investimentos. O orçamento discricionário é, de fato, o caixa da universidade, gerido pela reitoria, enquanto que o obrigatório é vinculado diretamente ao Ministério da Educação e não passa pela UFSC. O orçamento total da UFSC previsto para 2023 é de aproximadamente R$ 2,3 bilhão, porém 84% desse valor corresponde a parte obrigatória. O restante - cerca de R$ 346 milhões - são as despesas discricionárias, de custeio e capital. 
O contingenciamento de 2019 gerou confusão na época sobre o assunto, visto que o governo afirmava que a porcentagem bloqueada não era de 30%, como a mídia divulgou, mas de 3,5% - o que está correto apenas se considerar o orçamento total. Entretanto, como a porcentagem de 30% era em referência apenas ao orçamento discricionário, as universidades tiveram apenas o dinheiro gerido por elas para suas contas e despesas básicas parcialmente bloqueados, o que segundo muitos reitores - o da UFSC incluso - inviabilizaria o funcionamento das instituições.

### Alunos
Em 2023 a UFSC possuía 41 290 alunos, sendo 26 265 alunos de graduação (25.589 em cursos de graduação presencial e 676 em graduação à distância); 13 137 alunos de pós-graduação (4 736 de especialização, 3 689 de mestrado, 762 de mestrado profissional, 3.894 de doutorado e 56 de doutorado profissiona), além de 1 084 alunos na ensino infantil, fundamental e médio. Naquele ano foram abertas mais 6 571 vagas no Concurso vestibular, e 55 455 pessoas fizeram as provas para tentar entrar na universidade. Foram oferecidas 4 681 bolsas na gradução, entre estágio, monitoria, iniciação científica, assistência estudantil, extensões em geral e as do Programa de Educação Tutorial, e mais 1 921 bolsas CAPES na pós-graduação, com 833 de mestrado e 1 088 de doutorado em 2023. Mais de 109 mil alunos são egressos de cursos de graduação da UFSC, com 2 954 se formando em 2023, e mais de 58 mil são egressos da pós-graduação, com 2 958 se formando em 2023.

### Docentes e técnicos-administrativos
Em seus cursos superiores a UFSC conta com 2 660 docentes: 1 apenas graduado; 45 especialistas; 110 mestres; e 2 504 doutores. No ensino básico (infantil, fundamental, técnico e médio), a UFSC conta com 128 docentes: 2 graduados; 3 especialistas; 52 mestres; e  71 doutores. A Universidade conta ainda com 195 professores substitutos, admitidos em caráter temporário: 13 no ensino básico e 195 no ensino superior. Ainda há 2 908 técnicos-administrativos contratados.

## Alunos egressos ilustres

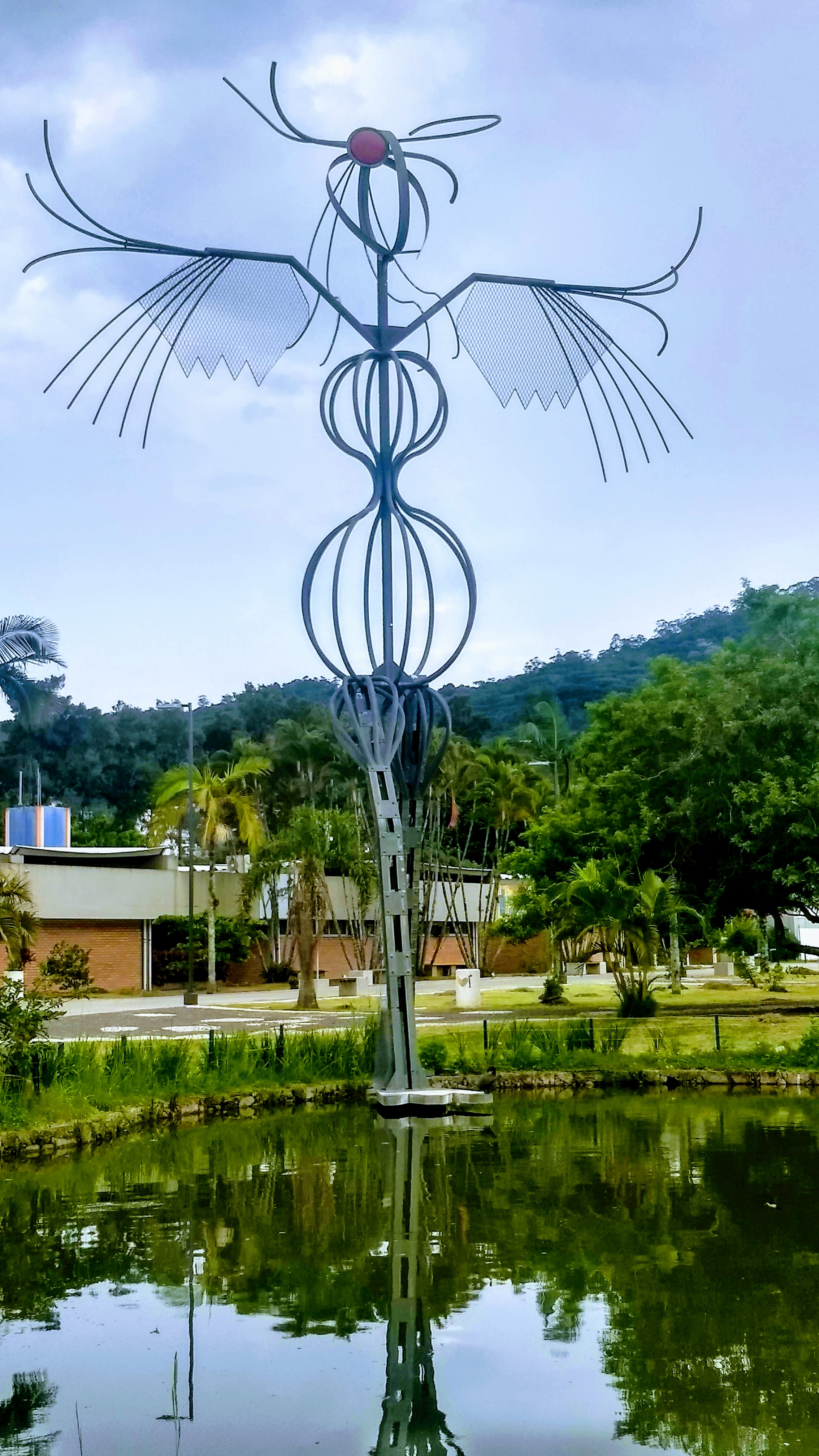
A escultura "Boitatá Incandescente", que homenageia as pesquisas e obras de Franklin Cascaes, é uma das várias obras de arte no Campus Trindade.

Vários nomes relevantes passaram pela universidade ao longo das décadas. Destacam-se:

### Política
- Prefeito de Florianópolis, Gean Loureiro, formado em Direito.
- Prefeita de São José, Adeliana Dal Pont, formada em Engenharia Sanitária e Ambiental.
- Prefeita de Florianópolis, Ângela Amin, formada em Matemática.
- Prefeito de Biguaçu, Lauro Locks, formado em Direito.
- Senador da República, Dário Berger, formado em Administração.
- Governador de Santa Catarina, Vilson Kleinübing, formado em Administração.
- Governador de Santa Catarina, Esperidião Amin, formado em Direito.
- Governador de Santa Catarina, Luiz Henrique da Silveira, formado em Direito.
- Ministro do Trabalho e Emprego, Manoel Dias, formado em Direito.
- Presidente da UNE, Carina Vitral, que estudou Economia antes de migrar para a PUC-SP.

### Jurídico
- Presidente do Tribunal Regional Federal da 4ª Região, Victor Laus, formado em Direito.
- Vice-Procuradora-Geral da República, Ela Wiecko, doutora em Direito.
- Ministro do Superior Tribunal de Justiça, Hélio Mosimann, formado em Direito.
- Ministro do Superior Tribunal de Justiça, Paulo Gallotti, formado em Direito.
- Ministro do Superior Tribunal de Justiça, Jorge Mussi, formado em Direito.

### Academia
- Reitor da UFSC, Alvaro Toubes Prata, doutor em Engenharia Mecânica.
- Reitor da UFSC, Luiz Carlos Cancellier de Olivo, doutor em Direito.
- Prêmio Jabuti (2004), Lenio Streck, doutor em Direito.

### Esportes
- Presidente da FCF e vice-presidente da CBF, Delfim de Pádua Peixoto Filho, formado em Direito.
- Presidente do Avaí e médico patologista, João Nílson Zunino, formado em Medicina.
- Presidente do Figueirense, Francisco de Assis Filho, formado em Engenharia Civil.

### Negócios
- CEO da AB InBev, Michel Doukeris, formado em Engenharia Química.

### Artes
- Jornalista e ex-correspondente internacional da Rede Globo, Sônia Bridi, formada em Jornalismo.
- Jornalista da Rede Globo, Susana Naspolini, formada em Jornalismo.[144]
- Cineasta, Zeca Pires, mestre em História.
- Produtor-executivo, Lourenço Sant'Anna, formado em Cinema.[145]